# Záhony
Záhony város a magyar-ukrán-szlovák hármashatárnál, Szabolcs-Szatmár-Bereg vármegyében, a Rétközben, Magyarország északkeleti csücskében helyezkedik el, a Záhonyi járás székhelye. A város térségében változik a Tisza folyásának iránya északiról délnyugatira. 694 hektáros kiterjedésével a megye és az Észak-Alföld legkisebb közigazgatási területű városa.

## Fekvése
Záhony Szabolcs-Szatmár-Bereg vármegye legészakibb fekvésű városa és (Zsurk után) a második legészakibb fekvésű települése. Az itt határfolyóként húzódó Tisza bal partján fekszik, központjától alig több mint egy kilométerre nyugatra, közigazgatási határszélén található Magyarország, Szlovákia és Ukrajna hármashatára. Fontos közúti és vasúti határátkelőhely, 1990 előtt a Szovjetunió, ma Ukrajna felé; a Budapest–Moszkva közti vonalon közlekedő vonatok itt lépték át az országhatárt.
A határ magyar oldalán négy településsel szomszédos: kelet felől Zsurkkal, délkelet felől Tiszaszentmártonnal, dél felől Tiszabezdéddel, délnyugati szomszédja pedig Győröcske. Nyugat felől a szlovákiai Kistárkány (Malé Trakany) községgel, északnyugat és észak felől az ukrajnai Tiszasalamon (Соломоново), északkelet felől pedig az ugyancsak Ukrajnához tartozó Csap (Чоп) településekkel határos.

### Megközelítése, közlekedése

#### Közút
A város területén áthalad, dél-északi irányban, a lakott terület nyugati szélén a 4-es főút, közúton ezen érhető el a legegyszerűbben, az ország belső részei felől éppúgy, mint az ukrajnai határátkelőhely irányából.
A környező községek közül Zsurkkal és a várostól délkeleti irányban fekvő más településekkel a 4115-ös út, Győröcskével a 4147-es út köti össze; érinti a területét még az Ajaktól induló és Záhony térségéig vezető 4145-ös út is.
Autóbusszal Záhonyból a környező települések Mándok irányába közvetlen járatokkal a 4115-ös úton érhetőek el. A városban a közlekedés kiváló, nehezen megközelíthető területek nincsenek, az utak 100%-ban szilárd útburkolattal rendelkeznek.
Záhony, Zsurk és Győröcske települések között 2009 októberében, 8 kilométer hosszan kerékpárutat adtak át, mely az országos kerékpárút-hálózat részét képezi.

#### Vasút
Vasúton Záhony elsősorban a MÁV 100-as számú (Budapest–)Budapest–Záhony-vasútvonalán közelíthető meg, mely Kelet-Magyarország egyik legfontosabb, teljesen villamosított vasúti fővonala, és mint ilyen, az ország belső területei és Ukrajna között biztosít hazai, illetve nemzetközi kapcsolatot. Itt ér véget továbbá a MÁV 111-es számú Mátészalka–Záhony-vasútvonala is, mely mellékvonalként a Záhony és Mátészalka közötti személyszállítás lebonyolításáért felelős. A két vonal záhonyi személyforgalmát Záhony vasútállomás szolgálja ki, amely a város belterületének délkeleti szélén helyezkedik el, közúti elérését a 4115-ös útból kiágazó 41 308-as számú mellékút biztosítja.
Záhony a kelet-nyugati irányú vasúti szállítások terén kifejezetten fontos állomásának számít, az európai V. számú Trieszt-Budapest-Kijev-Moszkva-Horgors (Kína) közlekedési folyosó egyik legjelentősebb csomópontja, összefüggésben az európai normál és keleti széles nyomtávolságú vágányhálózat találkozásával. A volt szovjet (ma ukrán) vasutak ugyanis más európai vasutaktól eltérő nyomtávolsággal épültek ki, ami miatt pedig a két vonalhálózat találkozási pontjain – így Záhony térségében is – átrakási központok kiépítésére volt szükség. Ez Magyarországon részint Záhony, részint a környező települések (Fényeslitke, Komoró, Tuzsér, Eperjeske) területén, a határ túloldalán pedig Csap (ukránul Чоп [Csop]) térségében épült ki, jórészt 1976 előtt. Magyar részről az átrakási központot a Záhony Port működteti; korábban a MÁV Átrakási és Raktározási Igazgatóság végezte ugyanezt a feladatot. Mára az átrakó- és rendező pályaudvarok fokozottan elavultak, az állagmegóváson túl fejlesztésre szorulnak; a közúti fuvarozás ezzel párhuzamos fejlődésével pedig mára a közúti határátkelőhely is nagy jelentőségűvé vált.

## Története

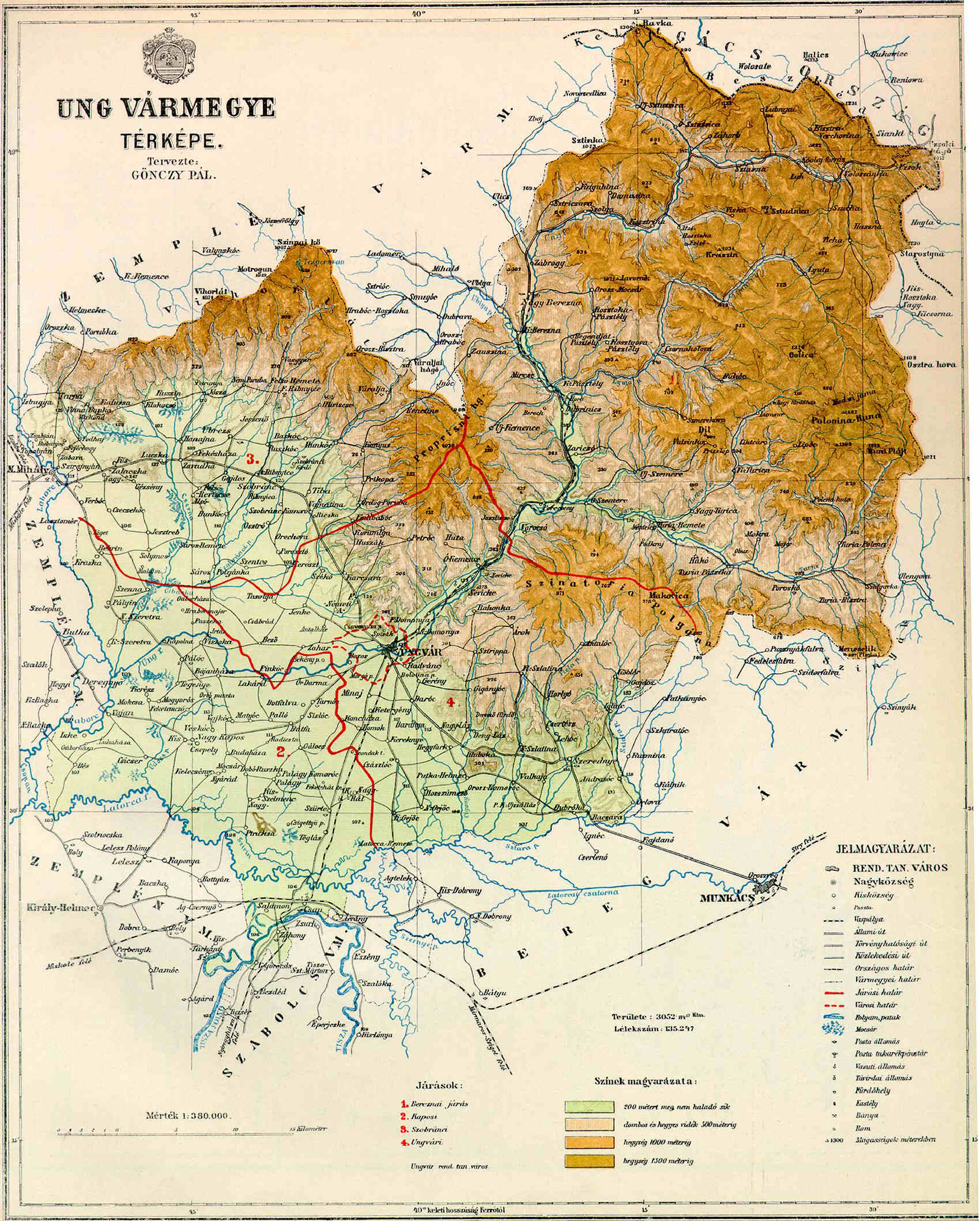
A történelmi Ung vármegye térképe

A településről az első írásos adatok a 14-15. századból valók.  A 14. században a nádori bíróság e településen tartott törvényszéket Ung, Bereg, Ugocsa és vármegyék számára. A 15. századból ismerjük földesura, Agócsi Péter nevét is. 1476-ban a település keleti része a Zsurkhoz tartozó Rátka a Homonnai család tulajdona volt. 1658-ban a Barkóczy család zálogbirtoka. A 18. század végén földesura, Homonnai Drugeth János záhonyi birtokát elcserélte Csicseri Orosz Jánossal. A 19. században Ritter nevű nemes birtoka, aki 1831-ben cukorgyárat létesített.
A lakosság javarészt mezőgazdasági munkákból élt, a kézműipar nem volt jellemző ezen a vidéken. Az 1800-as évek jelentős változást hoztak az aprócska falu életében. Először cukorgyár, később homokkotró, mészégető, hengermalom és fűrészüzem kezdett el működni a településen. 1873-ra megépül a Nyíregyháza-Kisvárda vasútvonal, amit később Záhony érintésével meghosszabbítottak Csapig. Záhony ebben az időben egy kis megállóhely volt csupán, fából épült vasúti épülettel, egyetlen átmenő vágánnyal és ugyancsak fából készült – a Tiszán átívelő – vasúti híddal. Némi előrelépést hozott az 1905-ben megépült Nagykároly-Mátészalka-Csap HÉV-vonal. Erdélyt az északi területekkel összekötő vonal Záhonynál találkozott a Nyíregyháza-Ungvár vasútvonallal, ezáltal a záhonyi megállóhelyből csatlakozó kis állomás lett.
A trianoni békeszerződést megelőzően Záhony Ung vármegyéhez tartozott, 1920 és 1923 között a vármegye Magyarországon maradt részeinek megyeszékhelye, az 1923-as megyerendezés során pedig Szabolcs és Ung k.e.e. (közigazgatásilag egyelőre egyesített) vármegyéhez sorolták. A község 2000 katasztrális területéből 800 holdnyi terület került a határ túloldalára és lett az újonnan megalakult Csehszlovákia része. A korábbi gazdasági kapcsolatokat megszűntek, Záhonyból határállomás lett. Az 1938-as első bécsi döntést követően, amikor Ung vármegye újraalakult, Záhonyt a szomszédos Győröcskével együtt véglegesen Szabolcshoz csatolták. A felvidéki és a kárpátaljai területek visszacsatolásával újabb fellendülés kezdődött, különösen 1941-ben, amikor a Szovjetunió elleni háború miatt megnőtt a hadiforgalom. Az igazi áttörést azonban nem ez jelentette, hanem 1945, amikor a már említett a Tisza túlsó partjára eső területek a Szovjetunió részévé váltak. A normál nyomtávolságú vasútvonalakat, a szovjet politikai vezetés széles nyomtávúra cserélte. Az áru átrakásához megfelelő helyet kellett találni, és ennek eredményeként az akkori ország vezetés Záhonyt szemelte ki a magyar-szovjet vasúti áruforgalom átrakási helyszínéül. A kibontakozó szovjet-magyar vasúti kereskedelem ugyanis megkövetelte, hogy a Szovjetunióból széles nyomtávú sínpályán érkező árut átrakják. Záhonyban az első széles nyomtávú sínpálya 1946-ban épült meg, de közben az állomást is tovább bővítették és rendbe hozták a háborúban lebombázott hidat. A pályaudvar fokozatos bővítésével és az áruszállítás fokozatos növekedésével párhuzamosan megvalósultak egyéb látványos beruházások is. Lakótelepek épültek a nagy számban betelepülő vasutas családok részére. Néhány évtized alatt a határ menti kis község Közép-Európa legnagyobb és legkorszerűbb vasúti csomópontjává vált.

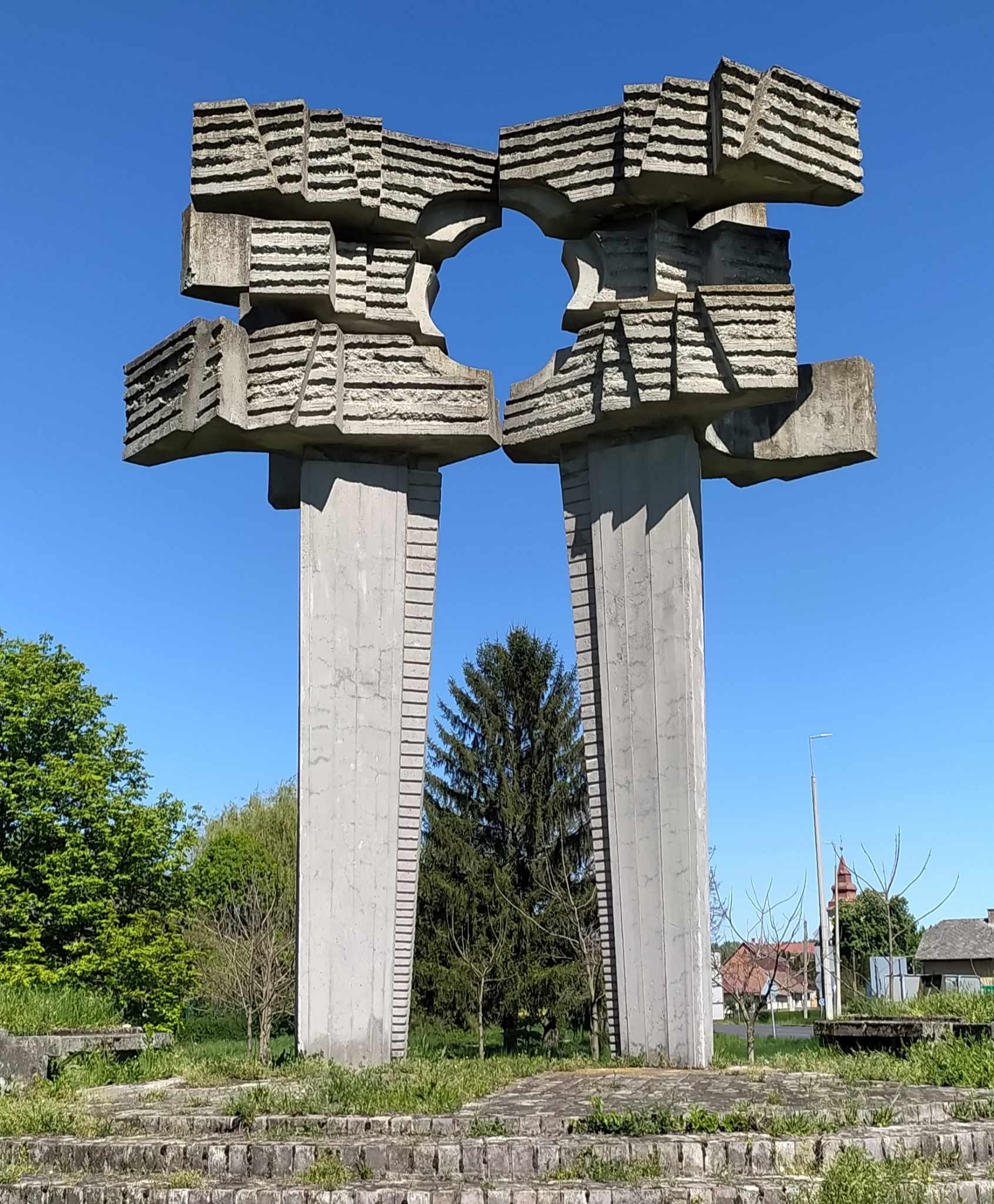
Kelet Kapuja emlékmű

Az 1950-es megyerendezés után az akkor létrejött Szabolcs-Szatmár megyéhez került (1989-től Szabolcs-Szatmár-Bereg megye). Záhony fejlődésében a legdinamikusabb időszakot az 1970-es és az 1980-as évek jelentették. A megnövekedett népességszám mellett városias településközpont került kialakításra. Folyamatosan épültek a többemeletes lakóházak és az irodaépületek, bővült az oktatási és egészségügyi ellátás, valamint kulturális és sportlétesítmények létesültek. Új lakótelepek épültek a Baross Gábor, a Jókai Mór, az Ady Endre és a József Attila úton. Az építkezések fiatal házasok letelepedését biztosították, az akkor munkáslakásoknak hívott panelekbe vasutas dolgozók és fizikai munkások családjai költözhettek. Átépült a művelődési ház, ahol korszerű berendezések biztosították a heti három mozielőadás megtartását. A régió egyik legszebb sportlétesítményét használhatta a város lakossága és a területen dolgozó több mint 6000 vasutas és ebben az időszakban egyedülálló módon példaértékkel bírt, hogy egy kisvárosnak saját uszodája volt. A városban működő intézmények és szolgáltatások hozzájárultak a lakosság életminőségének javításához. Az 1970-es és 1980-as években Záhony jelentős vasúti és logisztikai fejlesztéseken ment keresztül, amelyek célja a kelet-nyugati áruforgalom hatékonyabb lebonyolítása volt. A városban bővítették az átrakókapacitást, új vasútvonalakat építettek és korszerűsítették a meglévőket. Az átrakóállomás fejlesztése révén Záhony kulcsszerepet töltött be a Szovjetunióval folytatott kereskedelemben, mivel itt történt az eltérő nyomtávú vasúti kocsik átrakása. Az 1970-es években megépült az Eperjeske átrakó pályaudvar és Fényeslitkében a kocsijavító műhely.Felépült az üzemirányító központ, helyi nevén "Fehér Ház", amely később a záhonyi KÜF, majd üzemigazgatóság lett.Az 1980-as évek közepéig folytatódtak a fejlesztések: Fényeslitkében üzembe állt az Északi rendezőpályaudvar, Fényeslitke és Tuzsér között átadták a második vágányt és bővítették az Eperjeske rendező pályaudvart. Eperjeske átrakóban fedett rakodó és konténerdaru épült, valamint új és nagyobb épületbe költözött a tengelyátszerelő. Az évtized első felében a Nyíregyháza–Záhony közötti mindkét vágányt 54 rendszerű, hézag nélküli pályává építették át.
A Záhonyt várossá nyilvánító okiratot 1989. április 3-án Grósz Károly miniszterelnök adta át Borbély Károly tanácselnöknek. Innentől kezdve van címere és zászlaja a településnek. A címer különlegessége, hogy Záhony az első magyar város, melynek címerében vasúti motívum található. A város az 1990-es évektől számos jelentős változáson ment keresztül, amelyek befolyásolták gazdasági és társadalmi fejlődését. A rendszerváltás után a Záhonyi Átrakó részleges privatizációja és nemzetközi politikai-gazdasági változások negatíva érintették a város életét. Ennek következtében a korábban fejlett település hátrányos helyzetűvé vált és a lakosságszám jelentősen csökkent. A 2000-es években a város vezetése több infrastrukturális fejlesztést indított el, beleértve a szenny- és csapadékvíz-hálózat bővítését, kerékpárutak kialakítását a Tisza töltésén, az általános iskola felújítását és tornaterem építését, valamint a városközpont revitalizációját. 2008. Január 1-jén megalakult a Záhony és Térsége Többcélú Kistérségi Társulás, amely 11 települést fog össze, elősegítve a térség együttműködését és fejlődését. 

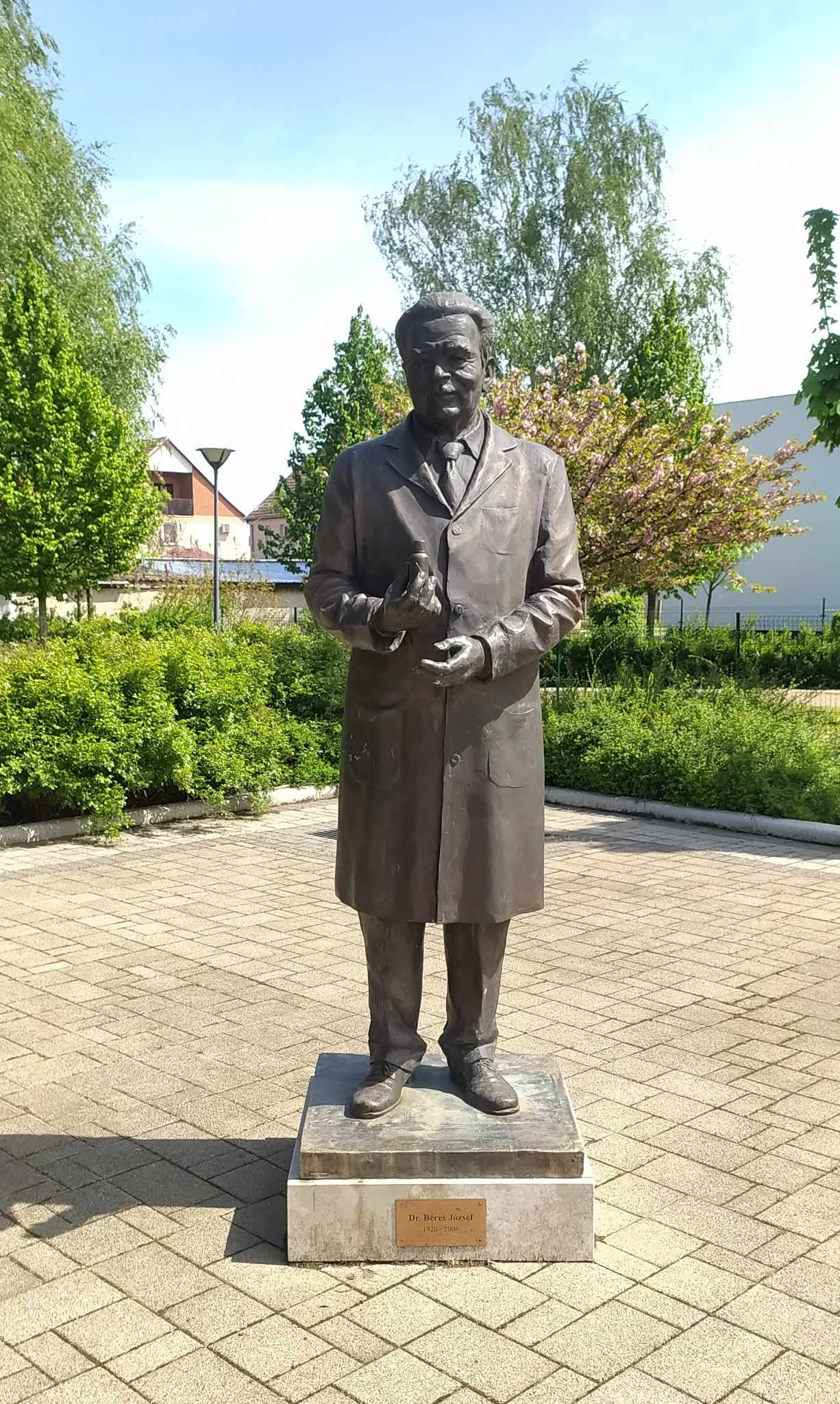
Dr. Béres József szobra a róla elnevezett parkban

2014-ben a város 25. évfordulóját ünnepelte annak alkalmából, hogy 1989-ben elnyerte a városi rangot és ekkor került átadásra a Dr. Béres József Park. 2016-ban több jubileumi esemény is zajlott, például a záhonyi átrakókörzet építésének és a helyi sportegyesület, a ZVSC megalakulásának 70. évfordulója. A rendszerváltás után a lakosság összetétele is változott, jelentős számban települtek át nyugdíjasok az ukrajnai területekről. Az utóbbi években a hanyatlás lelassult, majd megállt, és a város vezetése az öntevékeny lakossággal együttműködve azon dolgozik, hogy Záhony ismét fejlődésnek induljon.
Záhony, mint Magyarország keleti határán fekvő település, kulcsszerepet töltött be a 2022. február 24-én kitört orosz–ukrán háború első napjaiban és heteiben. A város – amely közvetlenül Ukrajna, konkrétan Csap városával határos – fontos határátkelőhely, így természetes kapuvá vált a háború elől menekülők számára. Már az első napon és az azt követő napokban több tízezer menekült érkezett Záhonyba, főként nők, gyerekek és idősek. Sokan gyalog, vonattal agy autóval lépték át a határt. Záhony vasúti csomópont is, így a vasútvonalon keresztül érkező menekültek első magyarországi állomása is volt. A MÁV különjáratokat indított a menekültek elszállítására más magyarországi  településekre. A civil szervezetek, a helyi önkormányzat és a lakosság, a karitatív szervezetek (pl. Máltai Szeretetszolgálat, Ökumenikus Segélyszolgálat, Magyar Református Szeretetszolgálat, Vöröskereszt) gyorsan mozgósították erőforrásaikat. Ételt, takarót, meleg ruhát, orvosi segítséget nyújtottak az érkezőknek. Külföldiek is kivették a részüket a menekültválság kezeléséből, ennek eredményeként sok adomány és önkéntes érkezett többek között Németországból, Ausztriából, Olaszországból, Franciaországból, Spanyolországból, az Egyesült Királyságból, az Egyesült Államokból, Hollandiából és Izraelből. A menekültek egy része Záhonyban vagy környékbeli településeken kapott ideiglenes elhelyezést, másokat vonattal továbbvittek Budapestre vagy más nagyobb városokba. A településen állandó segélyközpontok működtek, ahol a menekültek információt, ellátást, szállást és szociális segítséget kaptak. A kisváros a nemzetközi média figyelmébe került, mint a háború egyik első európai "fogadópontja", ahol emberek tízezrei léptek át a békésebb országba. A záhonyiak rendkívüli szolidaritást mutattak, sokan önkéntesként segítettek, szállást ajánlottal fel, adományokat gyűjtöttek.

## A város címere

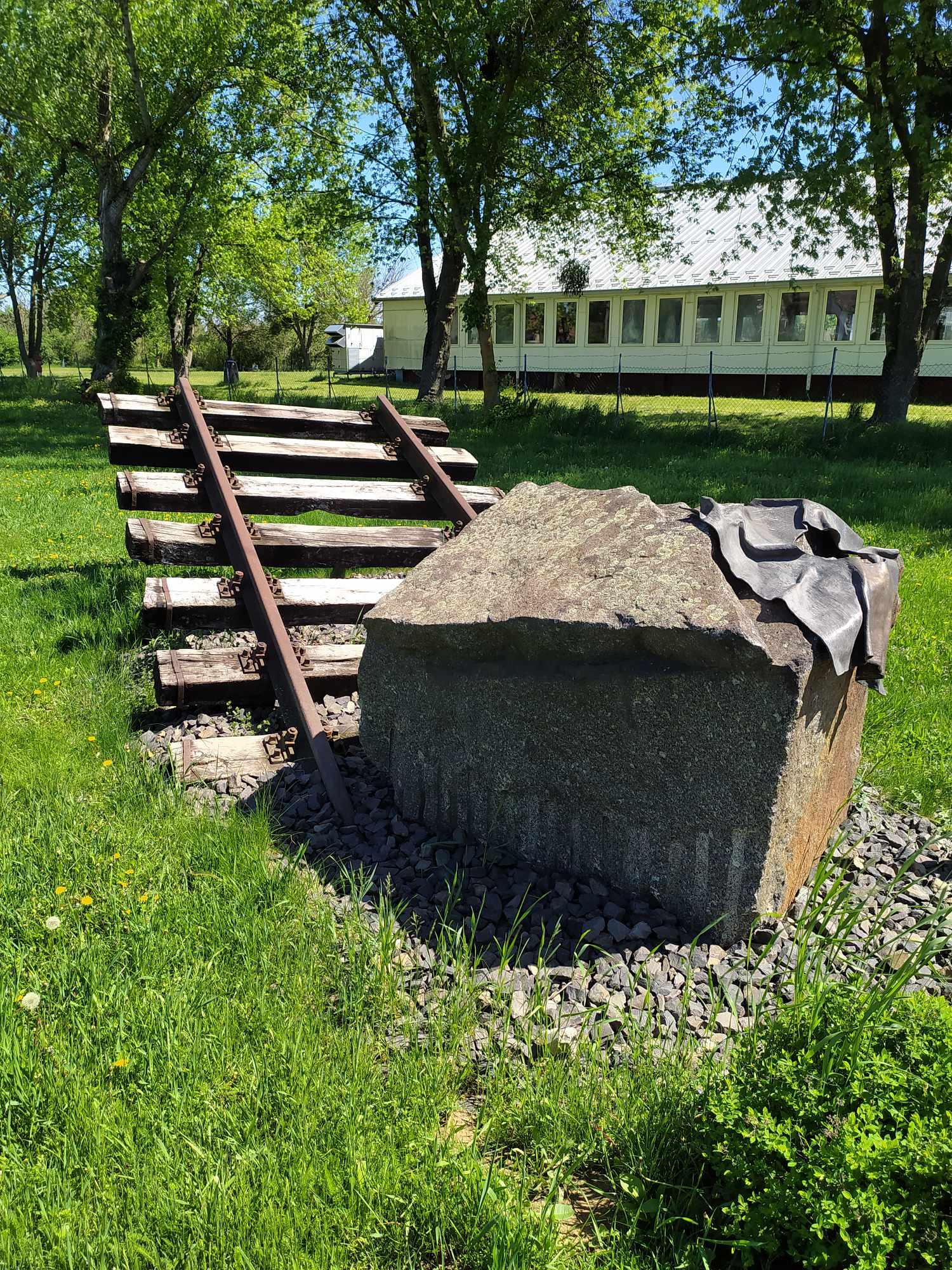
1956-os emlékmű

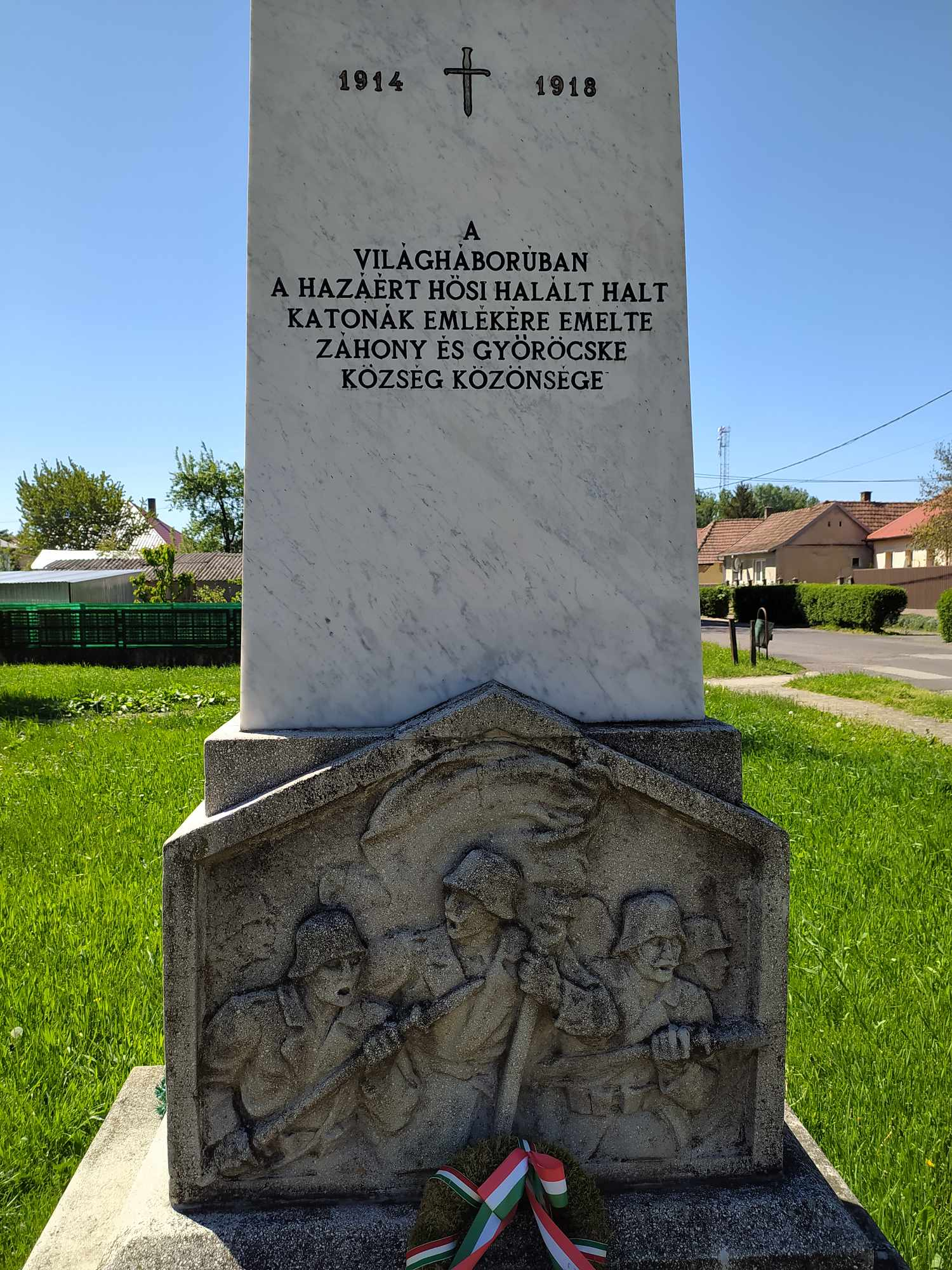
I. világháborús emlékmű

A város címere 1990-ben készült el és 1991-ben fogadta el a képviselő-testület. Különlegessége, hogy Záhony az első magyar város, amelynek címerében vasúti motívum található. A pajzs alakú címer alapszíne a kék, a felső mezőben mozdonykereket közrefogó két madár, az alsó mezőben a Tiszát jelképező ezüstszínű hullámok láthatók. Ez a motívum a település vasúti jelentőségét és a Tisza közelségét szimbolizálja. A címert Hérics Nándor képzőművész tervezte.

## Közélete

### Polgármesterei
| Időszak   | Polgármester    | Jelölő szervezet |
| --------- | --------------- | ---------------- |
| 1990–1994 | Bajor Tibor     | Független        |
| 1994–1998 | Háda Imre       | Független        |
| 1998–2002 | Háda Imre       | Független        |
| 2002–2006 | Háda Imre       | Független        |
| 2006–2010 | Lesku Miklós    | Független        |
| 2010–2014 | Háda Imre       | Fidesz-KDNP      |
| 2014–2018 | Helmeczi László | Független        |
| 2018–2019 | Helmeczi László | Független        |
| 2019–2024 | Helmeczi László | Független        |
| 2024–     | Helmeczi László | Független        |

A településen 2018. május 6-án időközi polgármester-választást (és képviselő-testületi választást) kellett tartani, az előző képviselő-testület néhány hónappal korábbi önfeloszlatása miatt. A választáson a hivatalban lévő polgármester is elindult, és 80 %-ot meghaladó eredményével magabiztosan erősítette meg pozícióját.

## Nevének eredete
Nevének eredete nem teljesen tisztázott és több elmélet is létezik. Egyes források szerint szláv eredetű "záhon" szóból származik, amely "mocsaras területet" jelent, utalva ezzel a Tisza közeli ártéri vidékekre. Etimológiailag azonos eredetű a gömöri Zahoniska nevű falunévvel, vagy a székelyföldi Zágon helység nevével. Más vélemény szerint a név magyar eredetű és a "záhon" kifejezés "zátony" vagy "homokpad" jelentésre utalhat, ami a folyómenti területek jellemzője. A név tehát valószínűleg a földrajzi adottságokra utal, amelyek meghatározták a település kialakulását és fejlődését.

## Népesség

### Népcsoportok

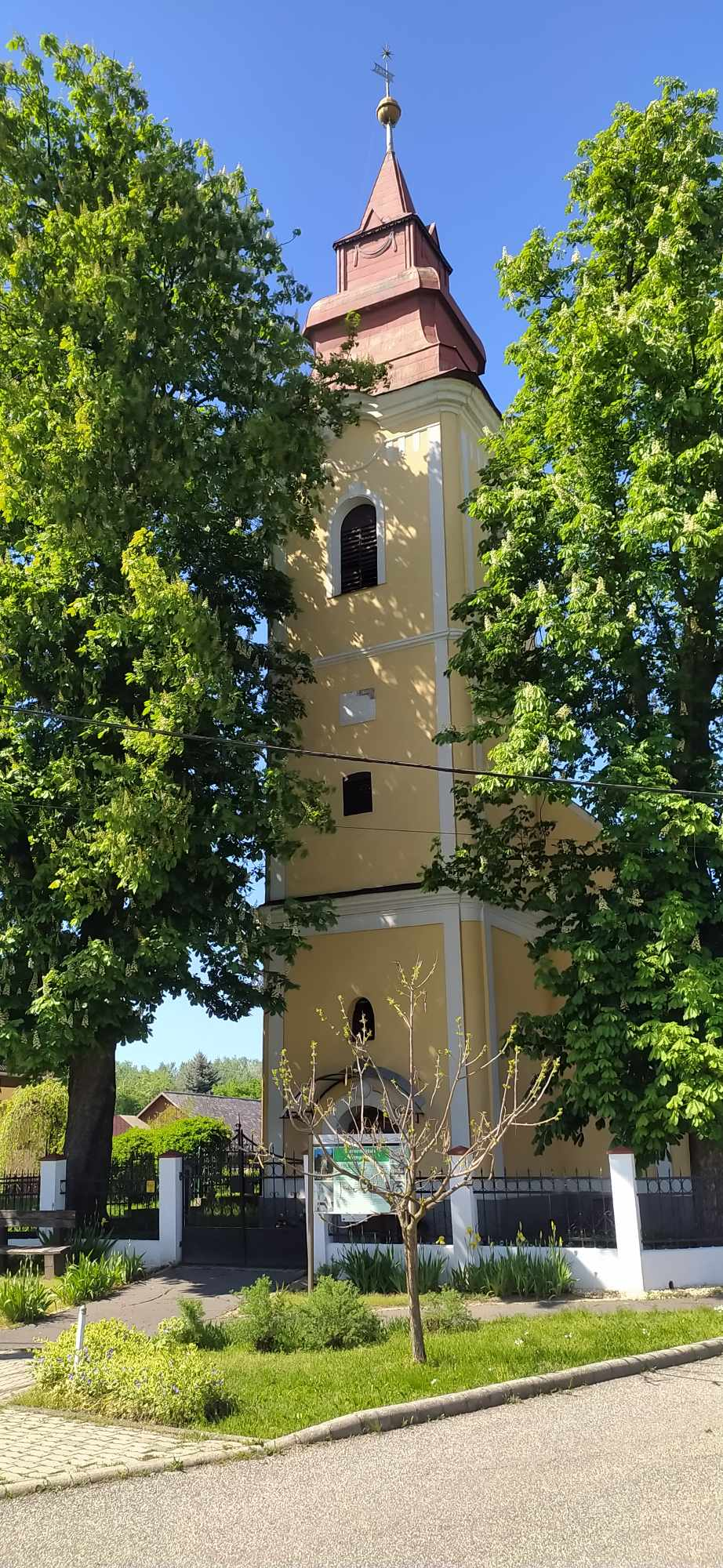
Református templom

2001-ben a város lakosságának közel 100%-a magyar nemzetiségűnek vallotta magát, de a településen kisebb roma közösség is található.
A 2011-es népszámlálás során a lakosok 84,4%-a magyarnak, 0,8% cigánynak, 0,2% németnek, 0,2% ruszinnak, 1% ukránnak mondta magát (15,5% nem nyilatkozott; a kettős identitások miatt a végösszeg nagyobb lehet 100%-nál). A vallási megoszlás a következő volt: római katolikus 14,9%, református 41,3%, görögkatolikus 6,8%, felekezeten kívüli 6% (30% nem válaszolt).
2022-ben a lakosság 91,6%-a vallotta magát magyarnak, 2,8% ukránnak, 0,9% cigánynak, 0,5% ruszinnak, 0,1-0,1% németnek, bolgárnak, szlováknak, szerbnek és lengyelnek, 2,5% egyéb, nem hazai nemzetiségűnek (8% nem nyilatkozott; a kettős identitások miatt a végösszeg nagyobb lehet 100%-nál). Vallásuk szerint 13,1% volt római katolikus, 38,2% református, 6,3% görög katolikus, 0,8% egyéb keresztény, 0,5% ortodox, 0,1% evangélikus, 6,3% felekezeten kívüli (34,4% nem válaszolt).

## Gazdaság
Záhony gazdasági helyzetét meghatározza az 1980-as évek végéig dinamikus ütemben fejlődő 1946–47-ben létesült vasúti átrakó-pályaudvar és a hozzá tartozó logisztikai tevékenységek, amely a magyar–ukrán határ közelsége miatt fontos logisztikai csomóponttá vált. A rendszerváltást követően Záhony szerepköre jelentős mértékben megváltozott. A gazdasági szerkezetváltás és a keleti piacok (szállítás/kereskedelem) beszűkülése rendkívül érzékenyen érintette a települést. A város és a térség gazdasági fejlődését azonban továbbra is jelentősen befolyásolják a nemzetközi térben zajló folyamatok, leginkább az orosz-ukrán helyzet. A gazdasági kihívások kezelésére 1995-ben létrehozták a Záhony és Térsége Vállalkozási Övezetet, amely 50 települést foglal magában és célja a térség gazdasági fellendítése. 
A gazdasági ágak eloszlásában a mezőgazdaság és az erdőgazdálkodás részedése rendkívül csekély, míg az iparral kapcsolatos vállalkozások aránya valamivel magasabb, de szintén alacsony a számuk. A gazdaság fő húzóágát a szolgáltatások jelentik, részedésük 2012-ben 87,4% volt, mely meghaladta mind a megyei (76.8%) és mind az országos (79,9%) átlagot. Záhony kiemelkedő szerepet tölt be Magyarország logisztikai hálózatában, különösen a keleti határ mentén. A városban található teljes mértékben kiépített, nemzetközi határátkelőhely közúti és vasúti személy- és teherforgalommal rendelkezik. Ez a pozíció lehetővé teszi, hogy Záhony kapuként szolgáljon nemcsak Magyarország, hanem az egész Európai Unió számára, különösen az Ukrajnával való közelsége révén. Emellett Záhony jelentős szerepet játszik az Ukrajnából érkező gabonaszállítmányok tranzitjában is.

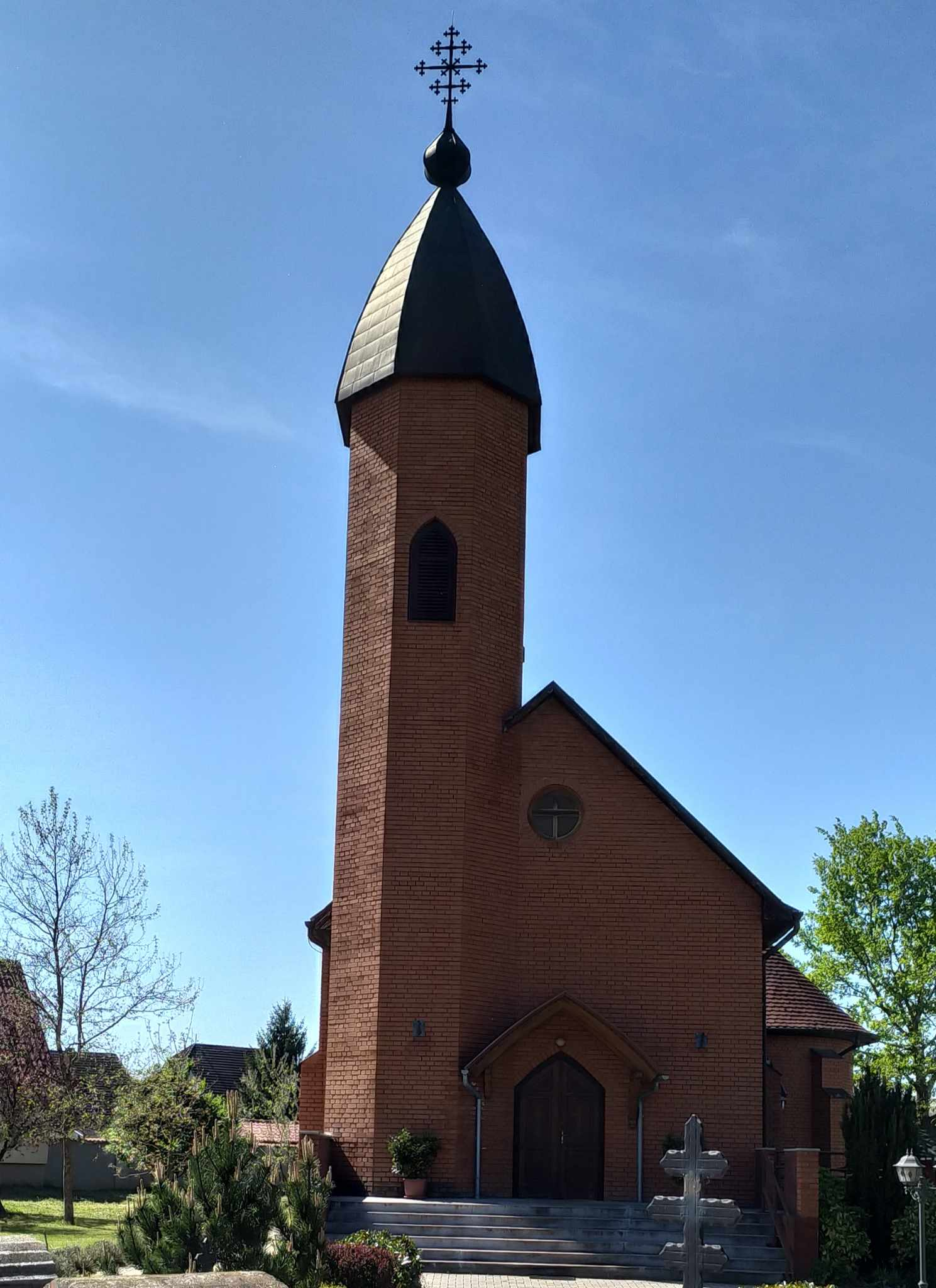
Görögkatolikus templom

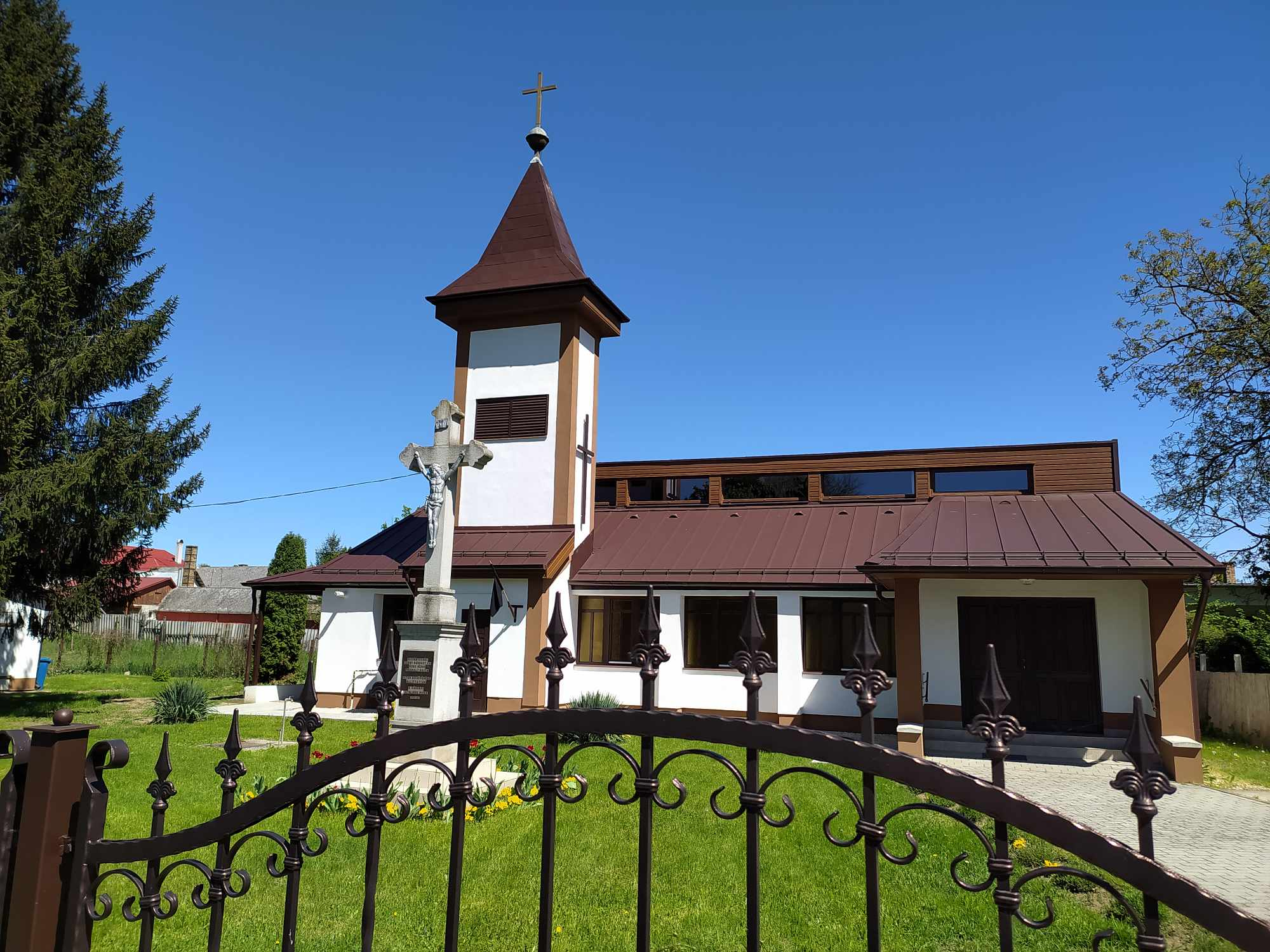
Római katolikus templom

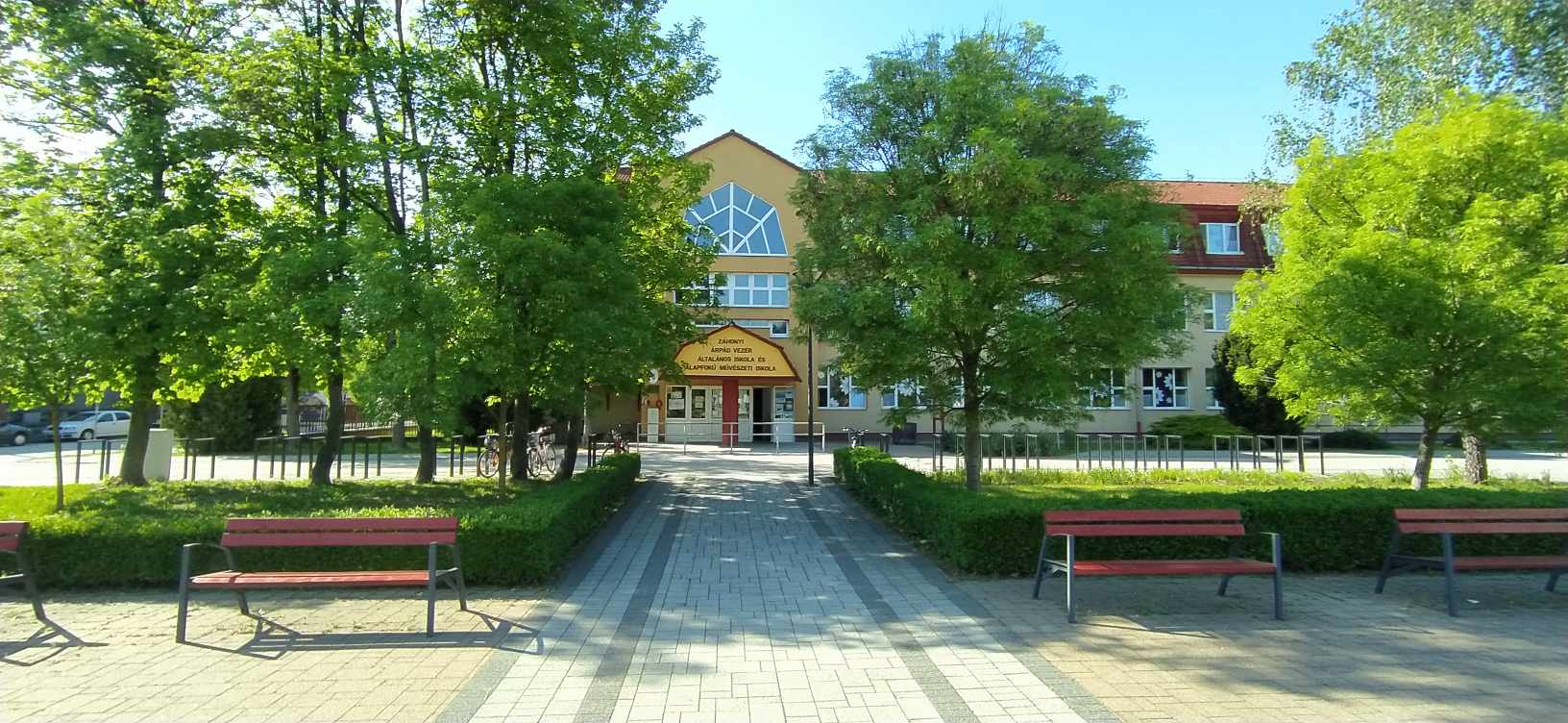
Árpád Vezér Általános Iskola és Alapfokú Művészeti Iskola

## Nevezetességei
- Záhonyi református templom – késő barokk, copf stílusban épült. A templom építése 1805-ben kezdődött, tornyát 1809-ben emelték és felszentelésére 1817. szeptember 14-én került sor
- Keresztelő Szent János születése görögkatolikus templom – 1991 és 1994 között építették és 1994-ben szentelték fel
- Római katolikus templom és harangláb
- Tájház – A XIX-XX. század fordulóján épült lakóház és 1998 óta tájházként működik
- Kelet Kapuja emlékmű - 1986-ban lett átadva, Marosits István szobrászművész alkotása. Ez a monumentális betonplasztika Záhony kelet felé tartó forgalmi központi szerepét szimbolizálja.
- Dr. Béres József park – 2014-ben adták a József Attila úton, majd 2016. március 7-én tartották meg a hivatalos névadó ünnepséget
- Petőfi park – A város központjában található park közösségi események és megemlékezések helyszíne
- Főtéri díszkút - 1988-ban lett átadva, Kampfl József budapesti szobrászművész alkotása
- I. világháborús emlékmű – Az 1920-as években Záhony és Győröcske közösen állították, melyen ma egy Turulmadár található. 2001-ben rekonstruálták és az oldalain fehér márványtáblákon olvashatóak a hősi halottak nevei
- 1956-os emlékmű – Az 1956-os forradalom áldozatainak emléket állító szobrot 2017. május 27-én avatták fel

## Oktatási intézmények
- Óvodák
  - Hétszínvirág Óvoda és Bölcsőde
  - Vasút a Gyermekekért Alapítvány Záhonyi Óvodája (2003-ban megszűnt)
- Általános iskola
  - Árpád Vezér Általános Iskola és Alapfokú Művészeti Iskola
- Középiskola
  - Kisvárdai SZC Kandó Kálmán Technikum és Dr. Béres József Kollégium

## Kultúra

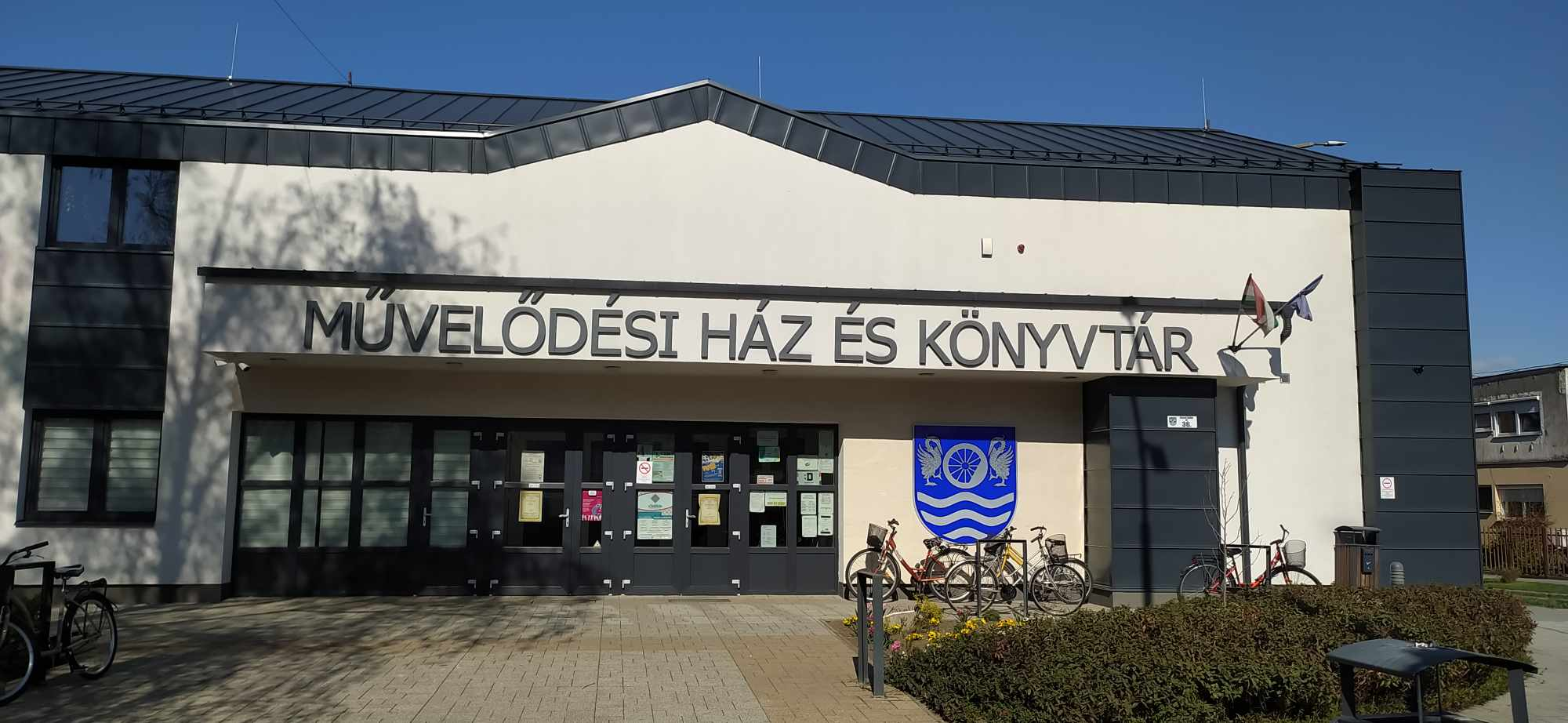
A Művelődési ház és Könyvtár bejárata

### Közművelődési intézmények
- VOKE Vasutas Művelődési Ház és Könyvtár
- Zeneiskola

### Rendezvények
- Nemzetközi Néptáncfesztivál
- Záhonyi Akusztikus Esték (ZAE)
- Fáklyás felvonulás - minden év április 30-án kerül megrendezésre
- Vasutasnap
- Luca-napi vásár
- Nők hete rendezvénysorozat

## Sport

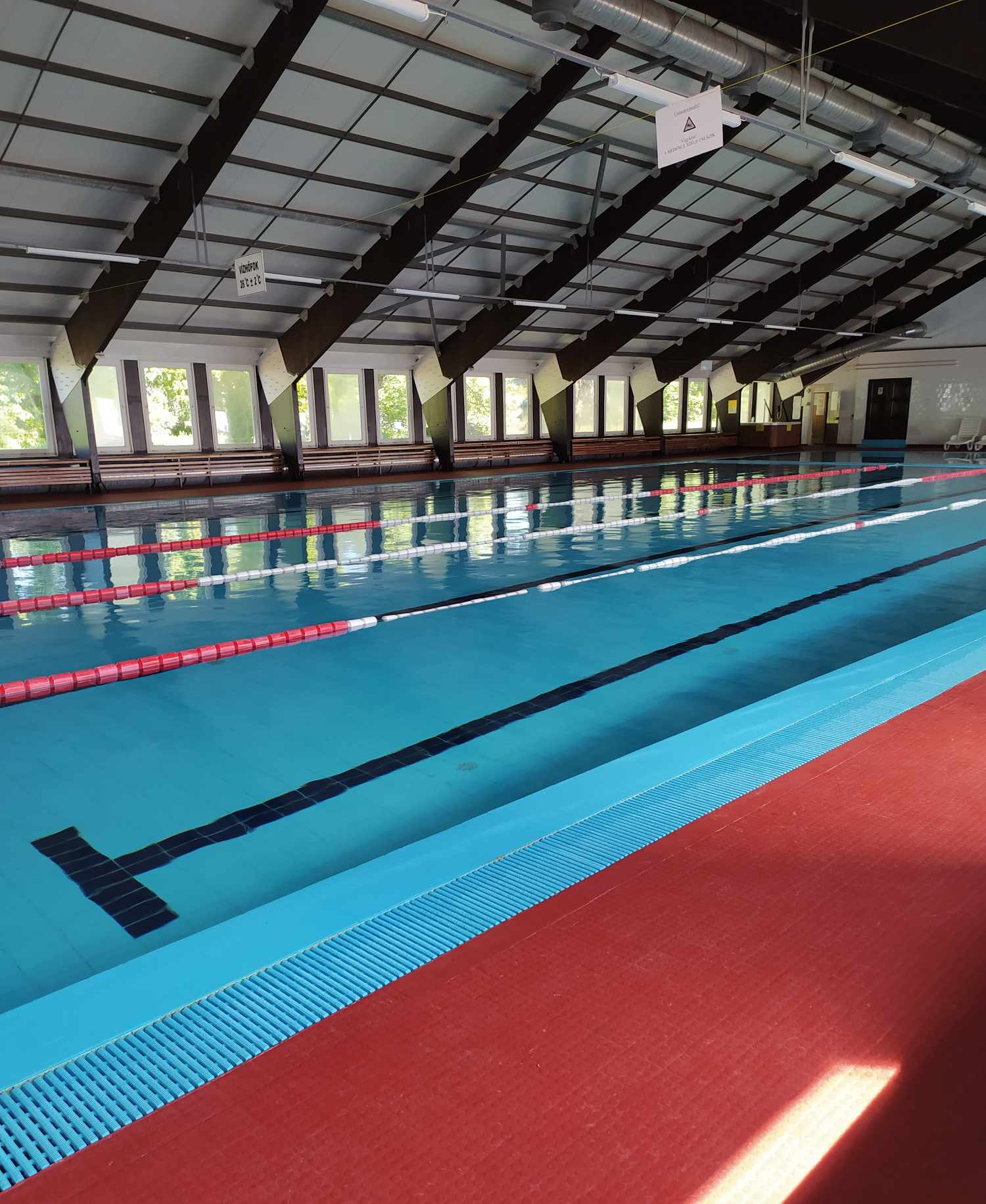
Az uszoda belső tere

A Záhonyi VSC helyi sportegyesület labdarúgó szakosztálya története során többnyire a Megye I-ben és az NB III-ban szerepelt. A 2016–17-es idényben a csapat a Megyei másodosztályban játszott, majd a szezont követően megszűnt. Az egyesület keretein belül azonban továbbra is működik asztalitenisz, darts, természetjáró és sakkszakosztály. 
2019 nyarán Záhonyi VSE néven új labdarúgócsapat alakult, amely a Megye II-ben szerepel.
A sportolni vágyók igényeinek kielégítését a városi sporttelep és a városi uszoda biztosítja. A Záhonyi Sporttelep a város legfontosabb sportlétesítménye, amely 1947-ben épült a helyi lakosság és a MÁV dolgozóinak összefogásával. Az évtizedek során folyamatosan bővült és fejlődött és ma is aktívan szolgálja a sportolni és kikapcsolódni vágyókat. Két nagyméretű füves labdarúgó pálya, műfüves pálya, salakos atlétikai pálya, teniszpálya, aszfaltos kézilabdapálya, tekepálya, kondicionáló domb, játszótér és szabadidőpark áll a sportolni vágyók rendelkezésére. A városi uszodában egy 25 méter hosszú feszített víztükrű medence és egy tanmedence található, emellett jakuzzi és szauna biztosítja a vendégek kellemes kikapcsolódását.

## A város nevezetes szülöttei, díszpolgárai
- Béres József gyógyszerész, orvos, kutató, a Béres Csepp feltalálója
- Csergezán Pál festő, grafikus, illusztrátor
- Nébel Ábrahám Izsák (1887. – Jeruzsálem, 1947) vallástanár, rabbi, főrabbi és teológiai és pedagógiai író.
- Kincses Gyula orvos, politikus, a Magyar Orvosi Kamara elnöke
- Pokol Béla alkotmánybíró, magyar jogtudós, politológus, egyetemi tanár, a szociológiai tudomány (akadémiai) doktora
- Rusznák András színész
- Sipos István néhai MÁV-igazgató
- Vassné Oláh Ágnes zenepedagógus, karvezető, a Magyar Kultúra Lovagja
- itt nevelkedett Háda Fruzsina színész, aki Budapest-Záhony címmel adja elő monodrámáját a budapesti Trafóban

## Képek

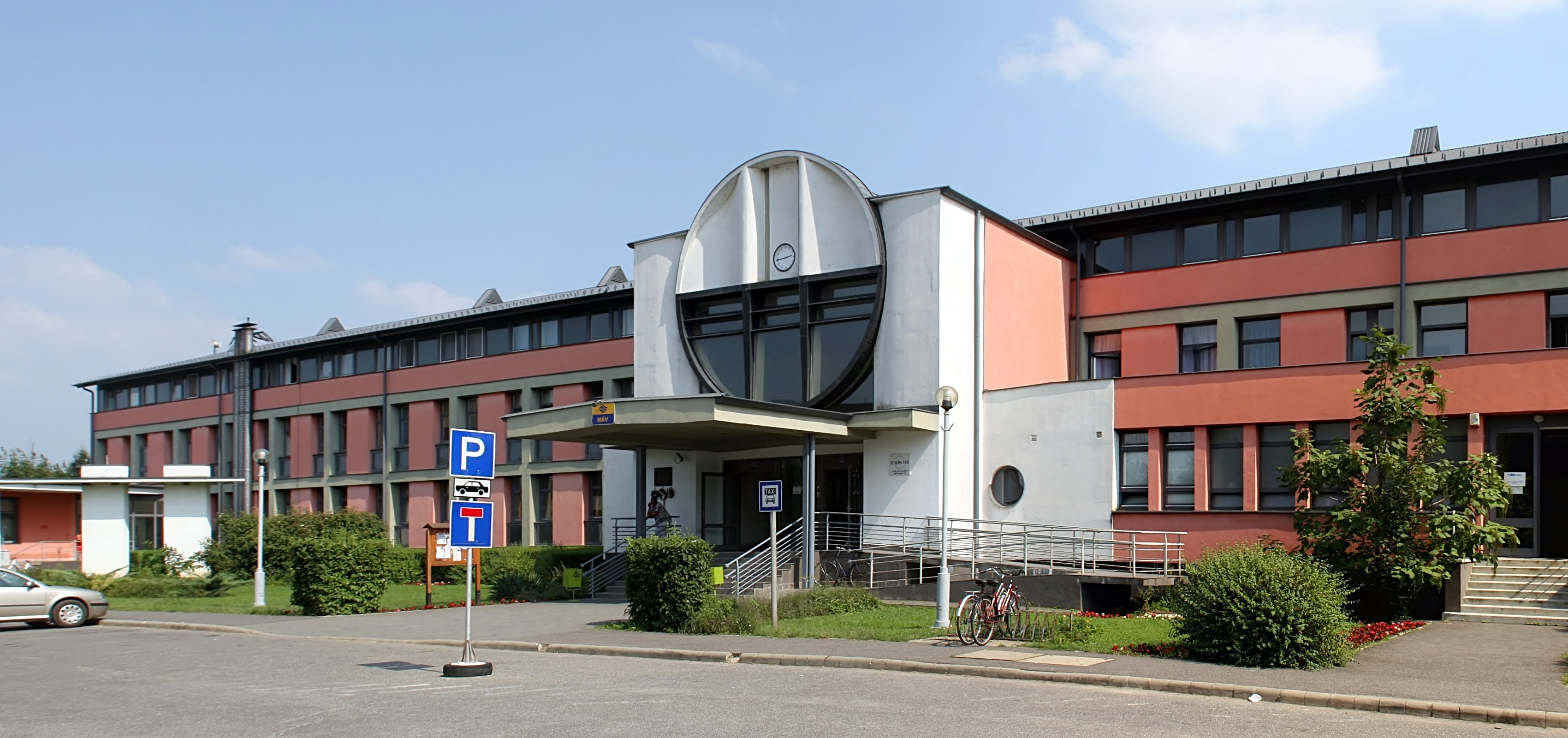
Záhony vasútállomás
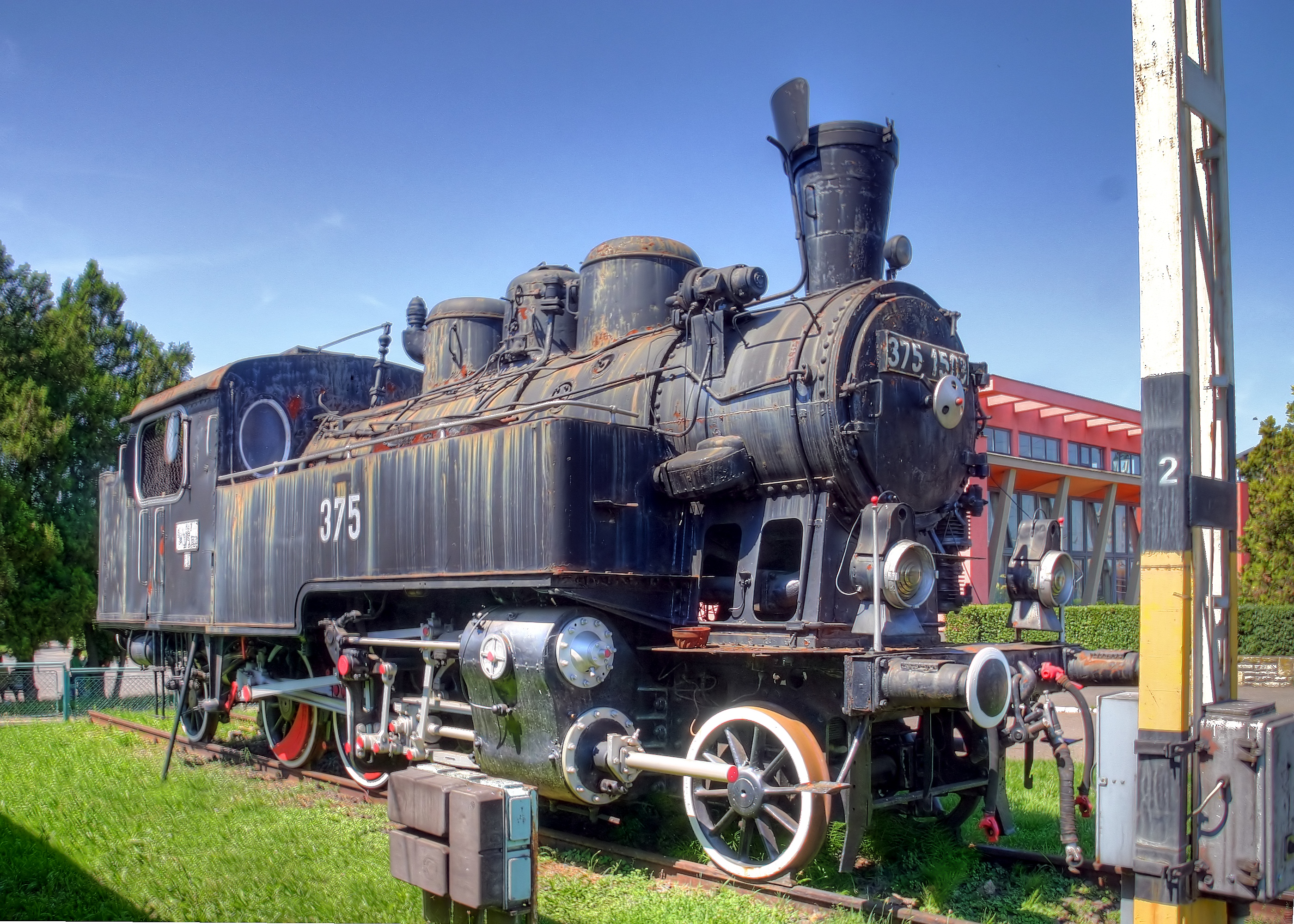
Kiállított MÁV 375-ös gőzmozdony
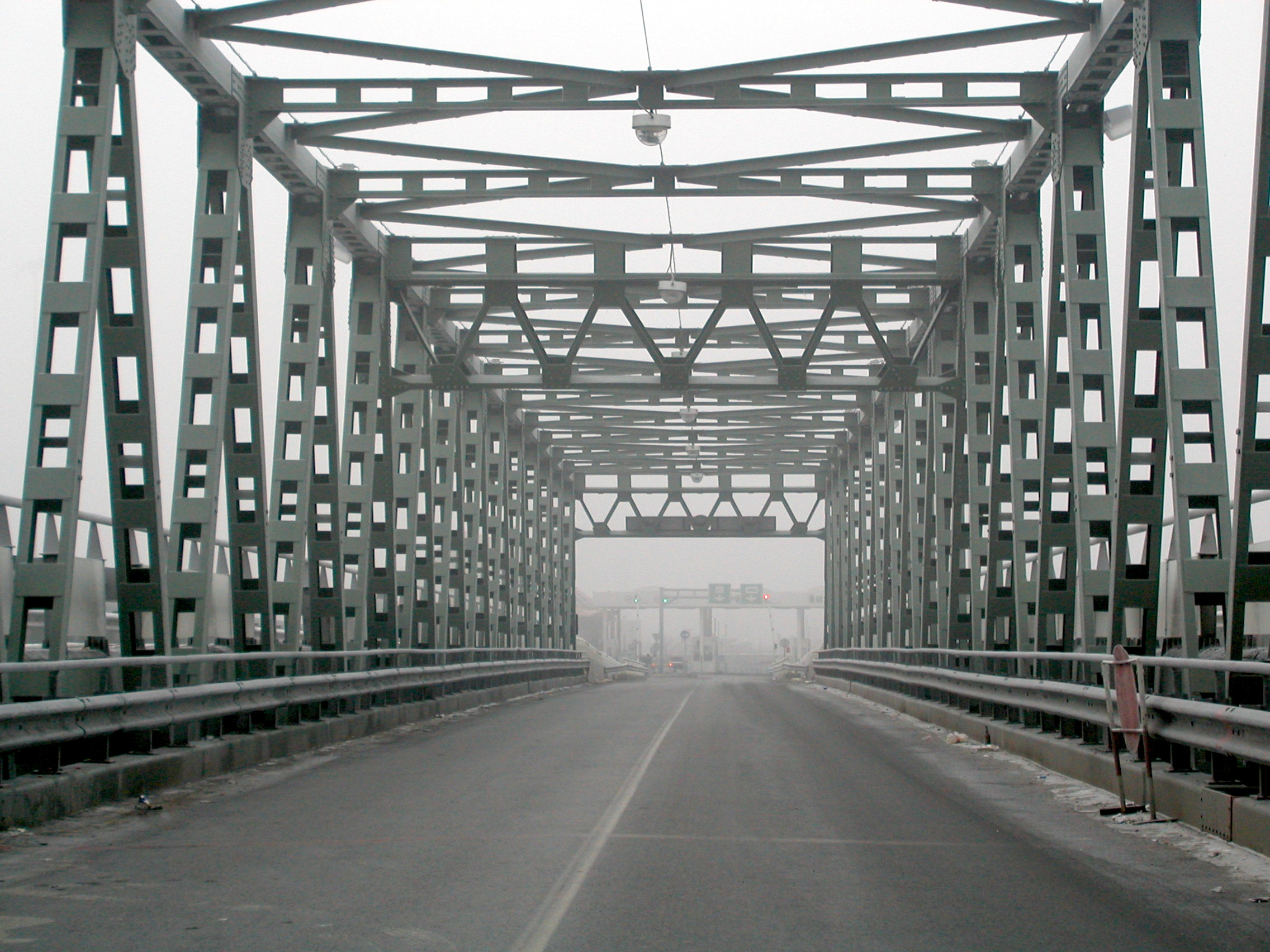
A záhonyi Tisza-híd, mely összeköti Magyarországot és Ukrajnát
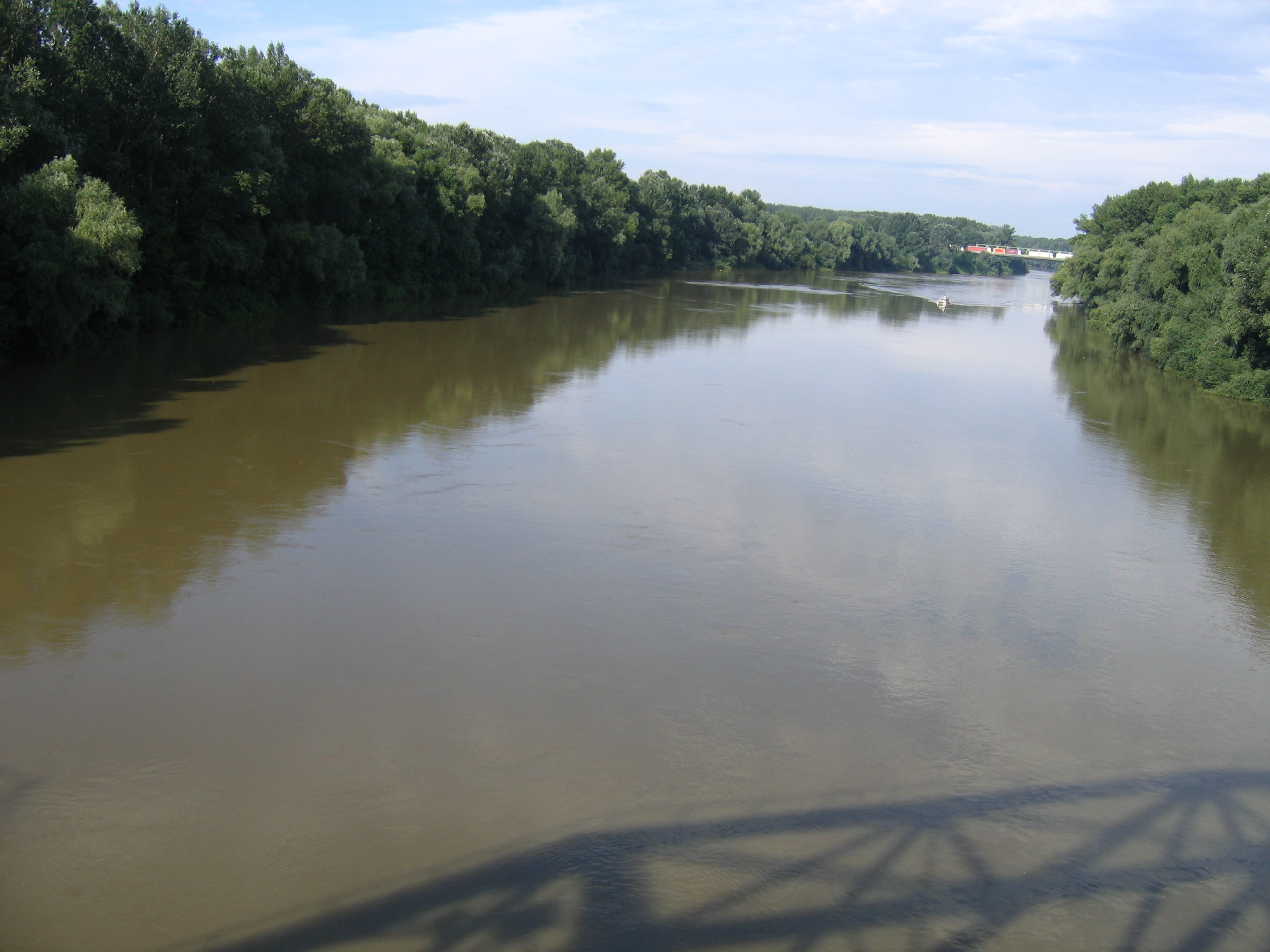
A Tisza Záhonynál 2008-ban
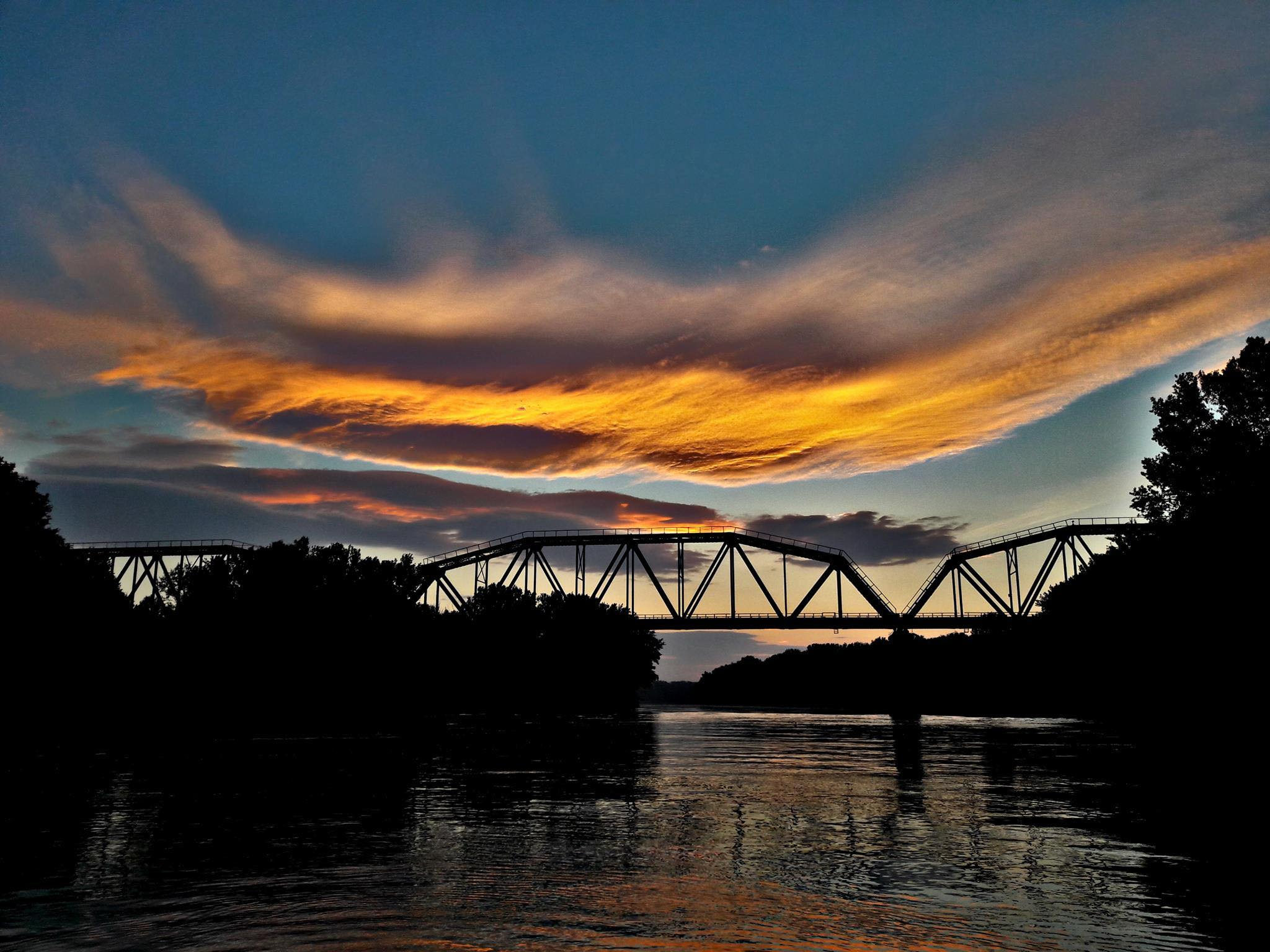
Vasúti híd
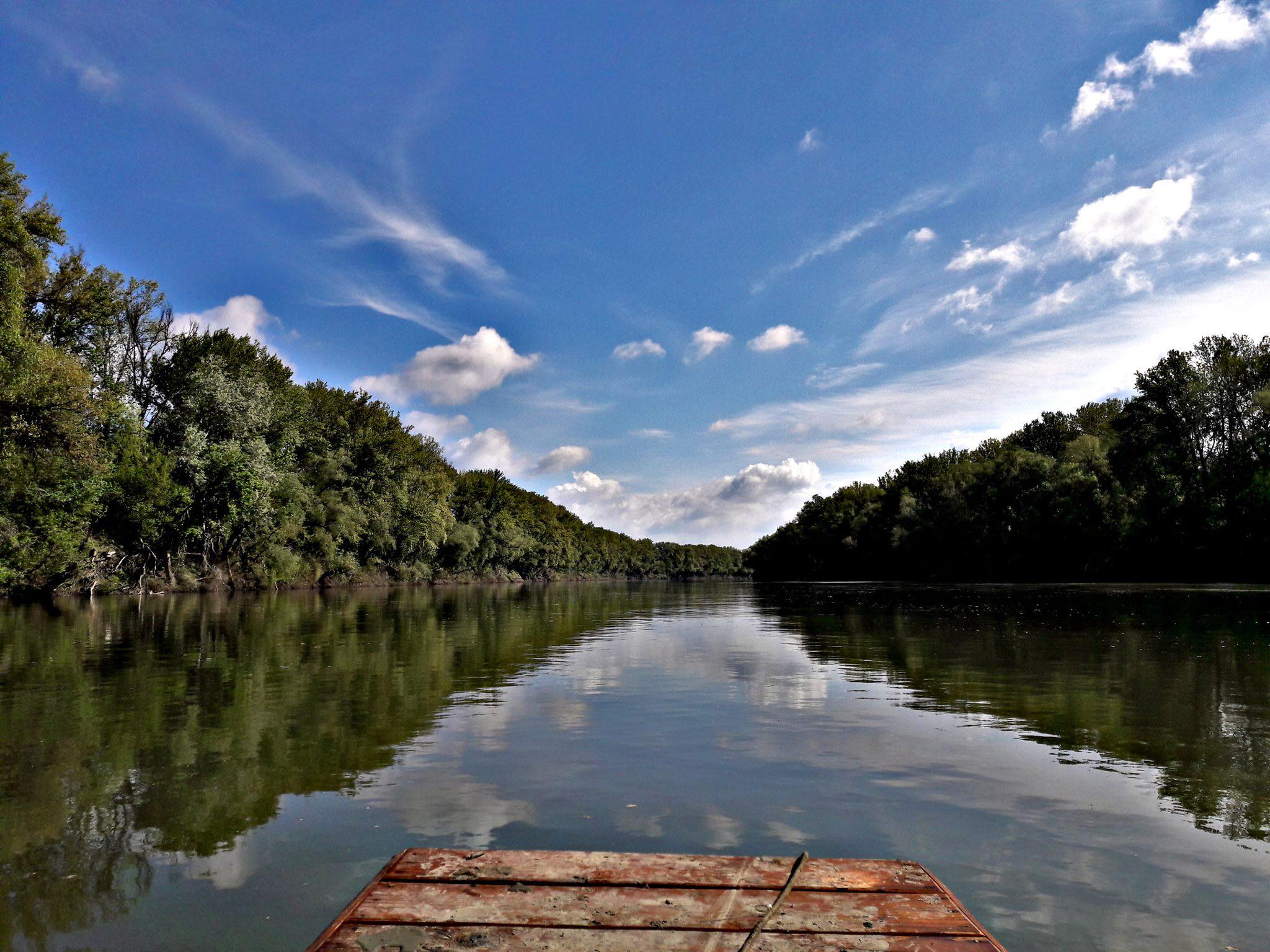
A Tisza Záhonynál
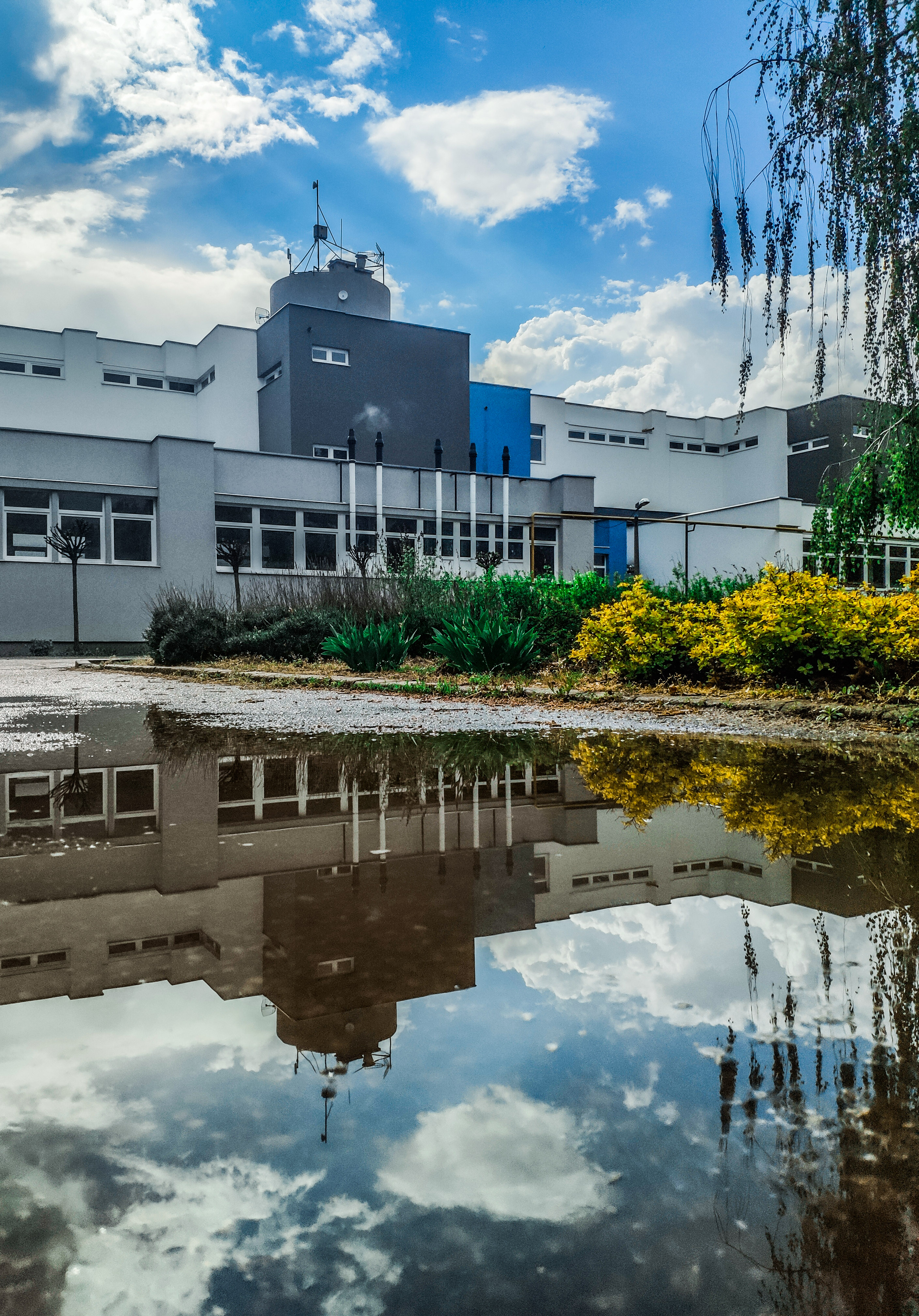
Kandó Kálmán Technikum és Dr. Béres József Kollégium
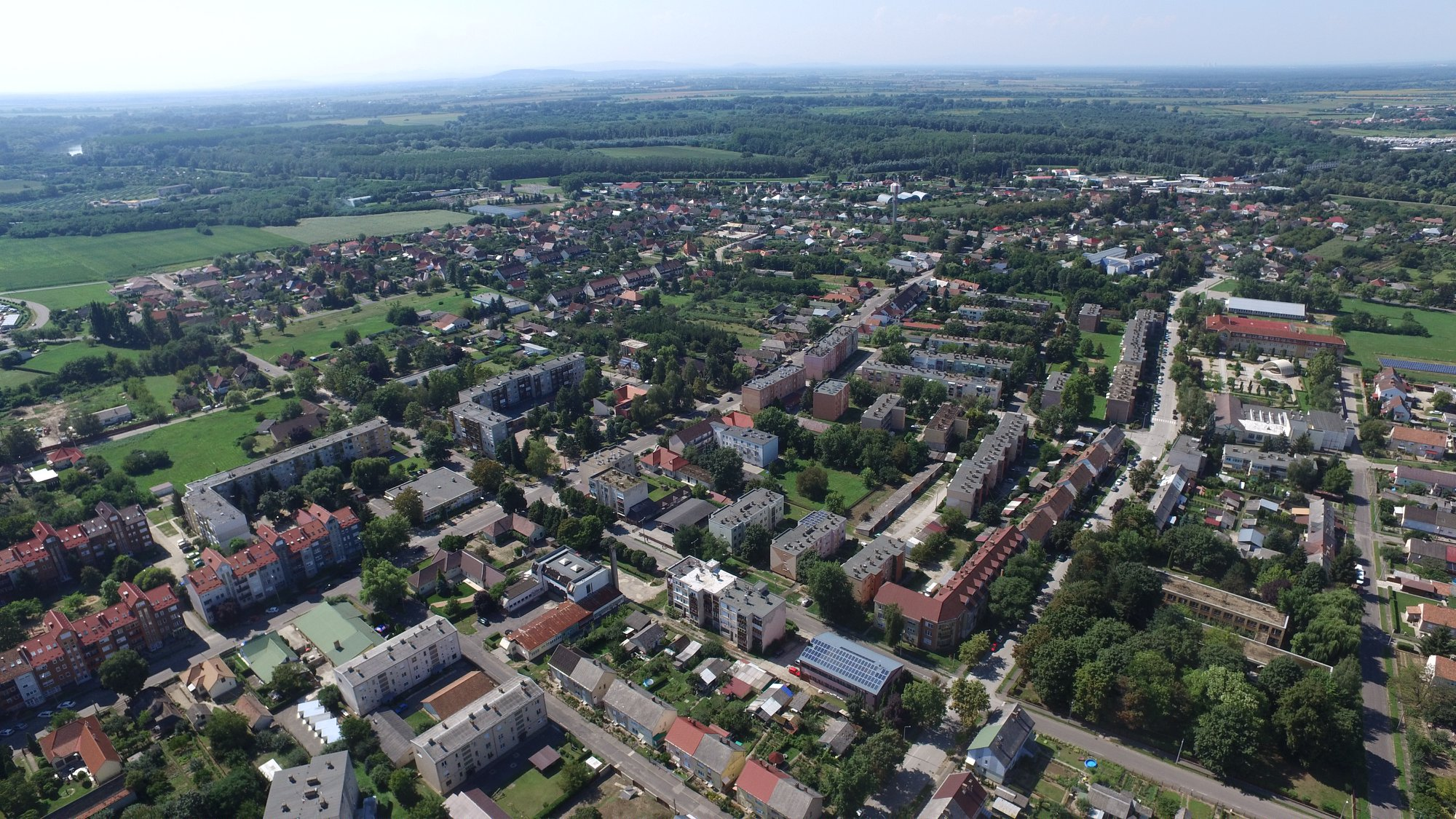
Záhony madártávlatból
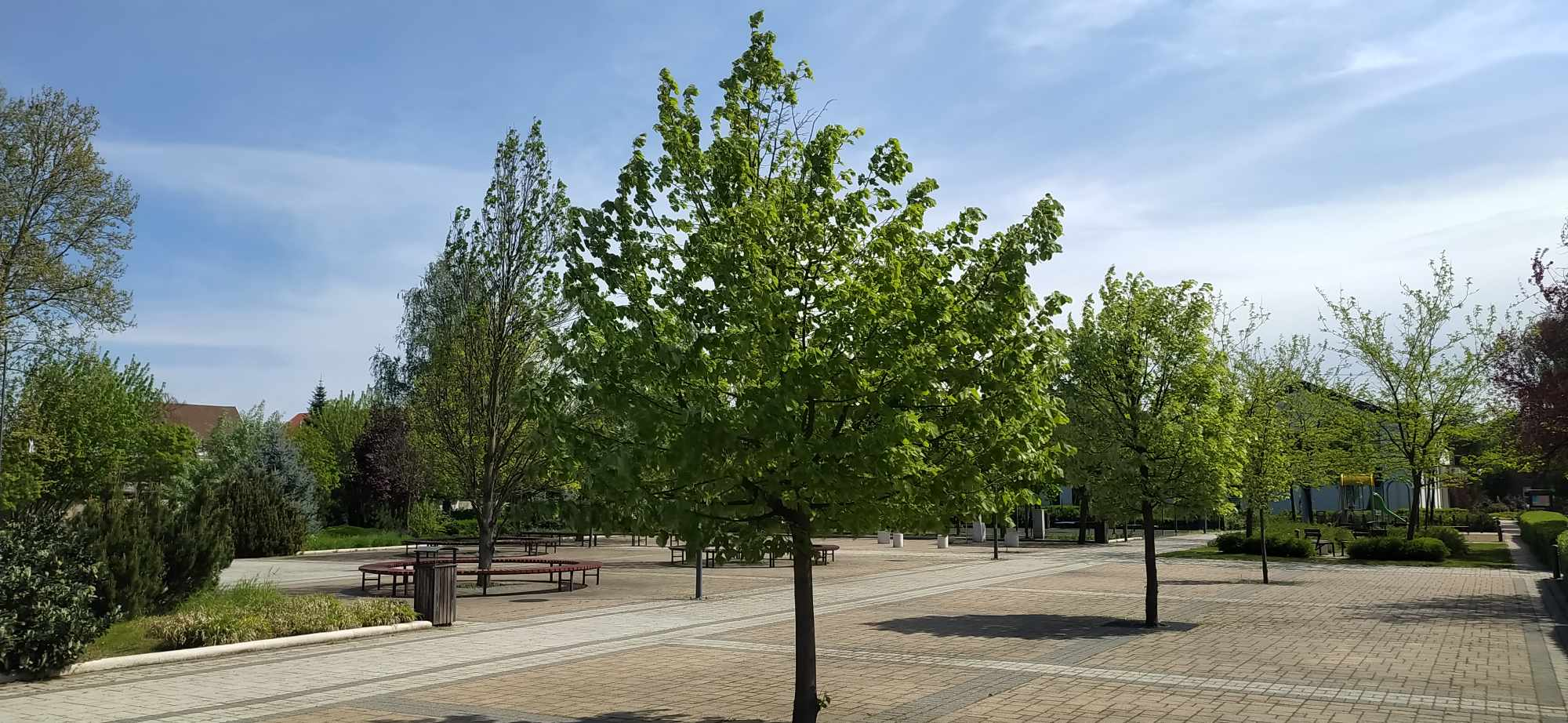
Dr. Béres József Park
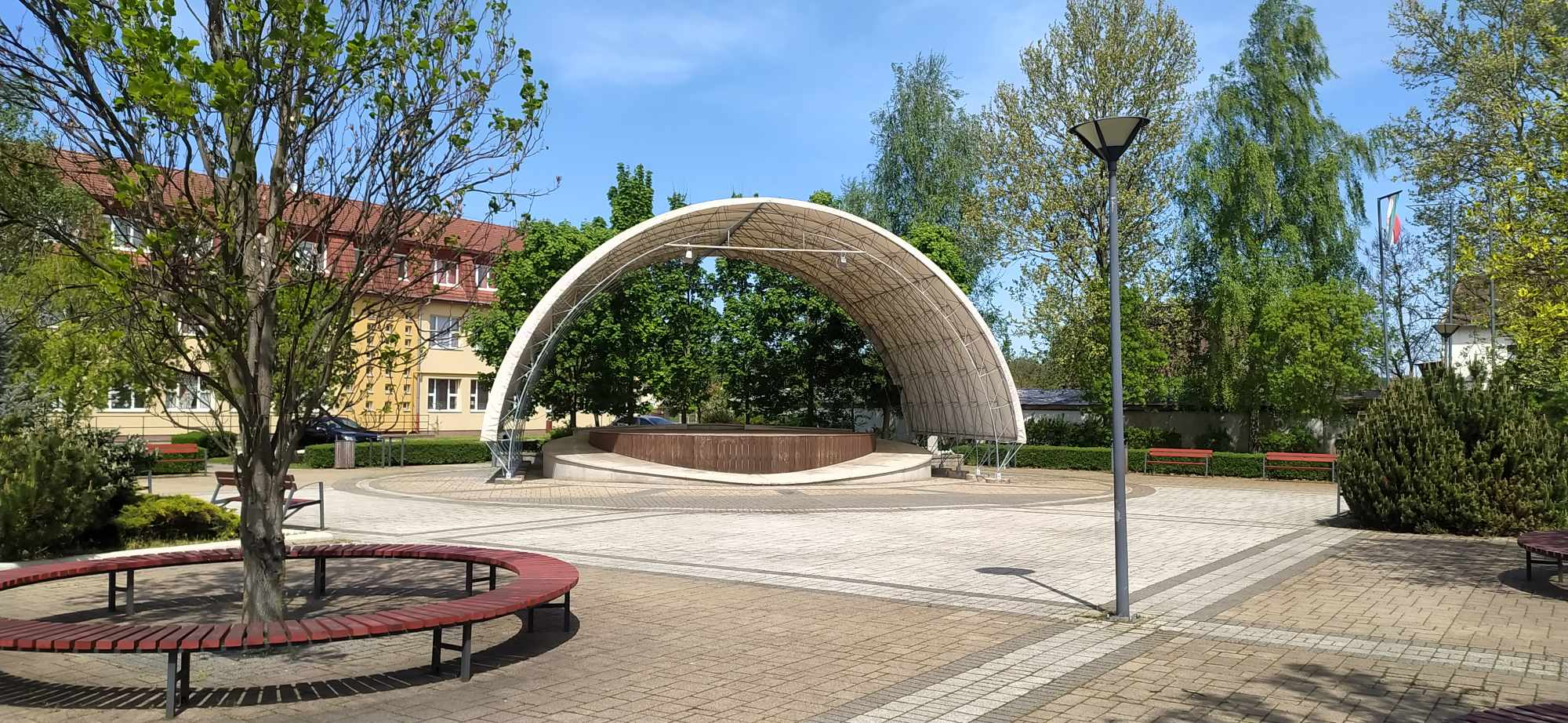
Színpad a Dr. Béres József Parkban
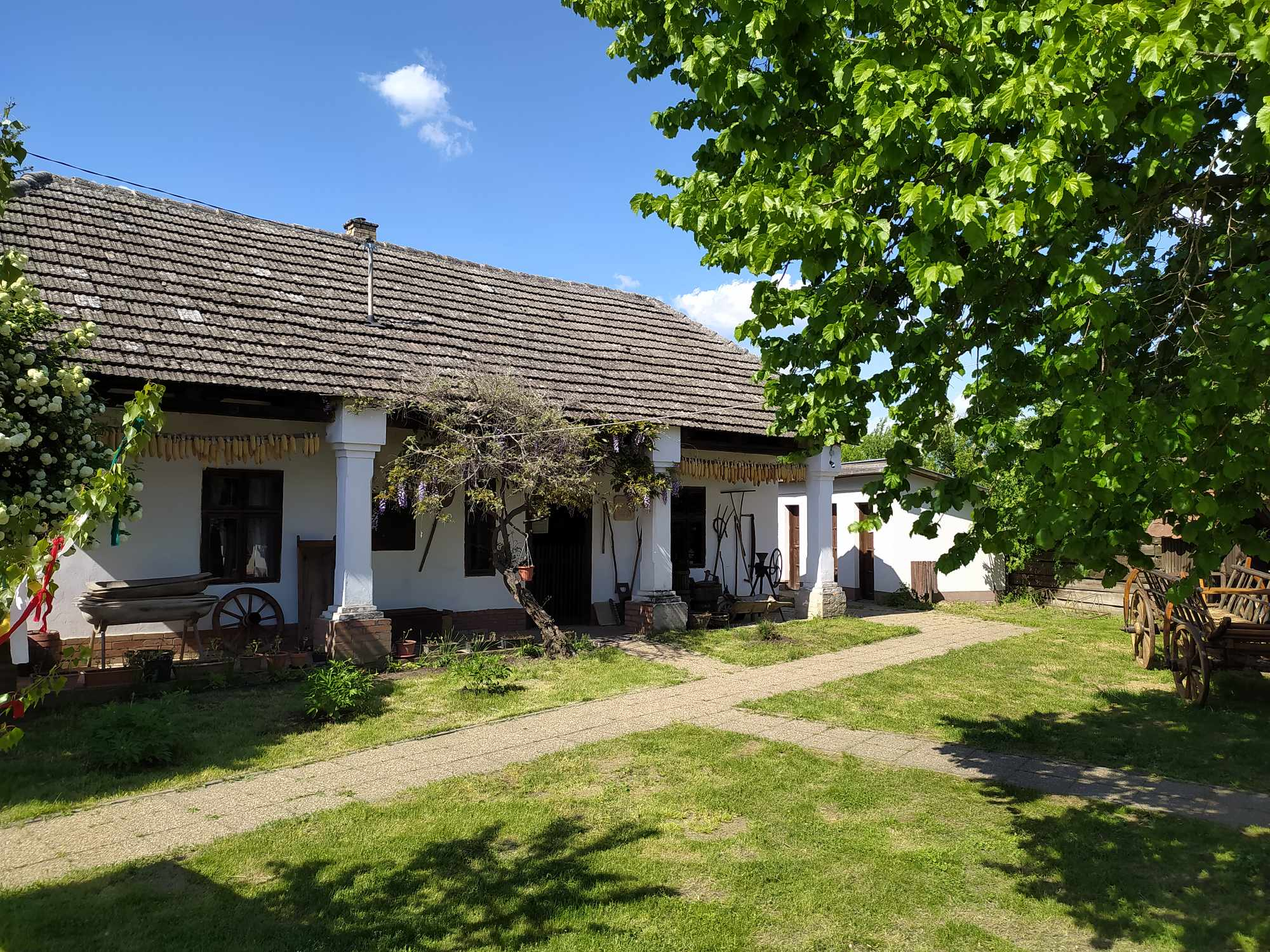
Tájház
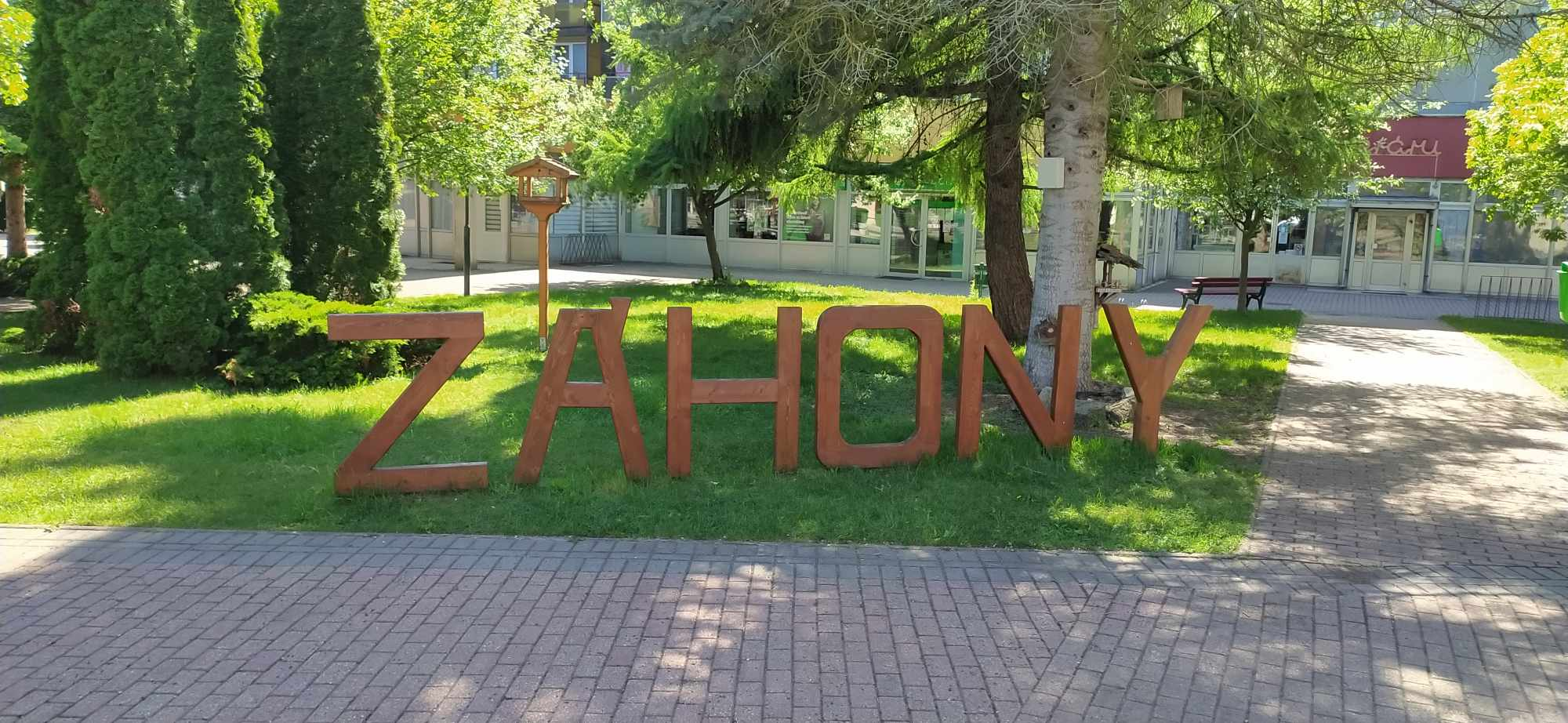
A Petőfi Park bejárata
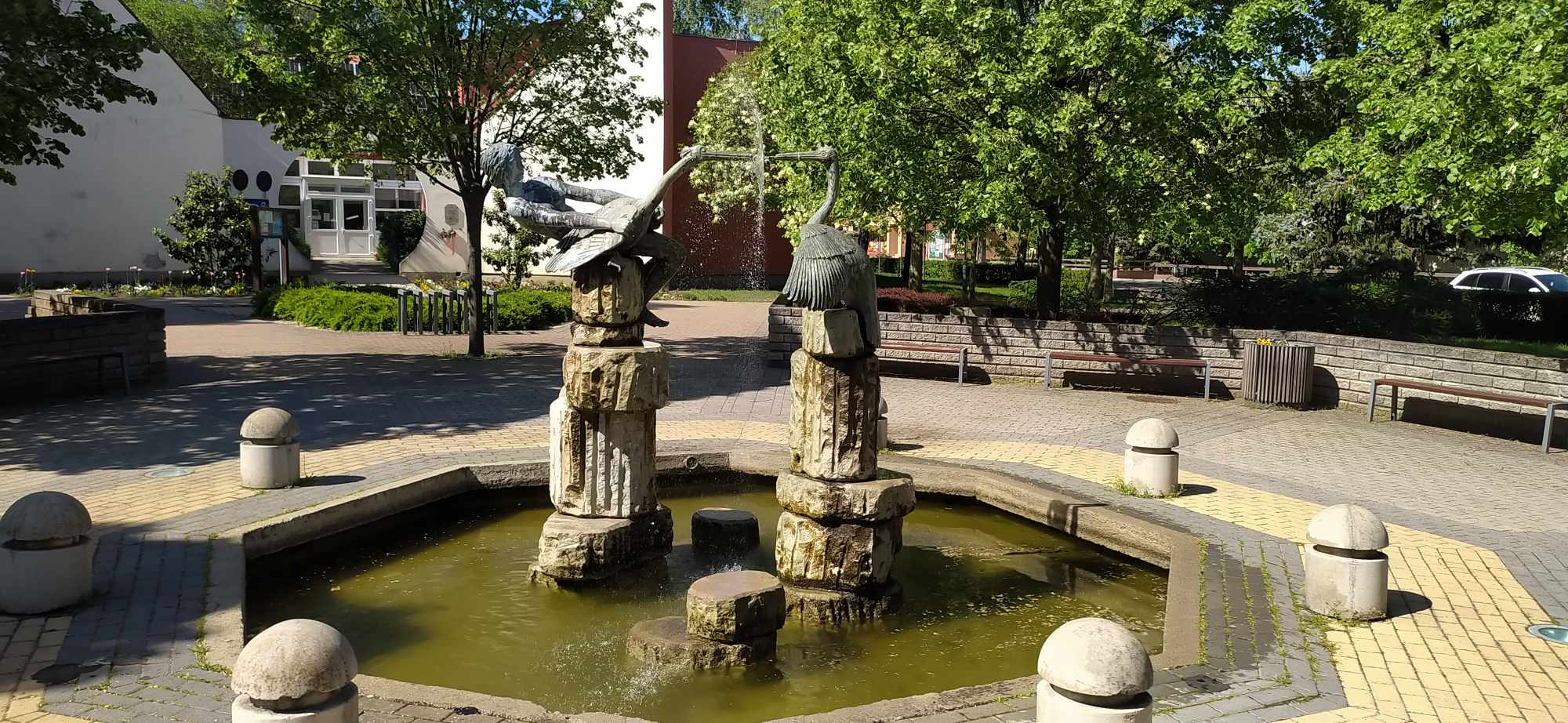
Szökőkút a Petőfi Parkban
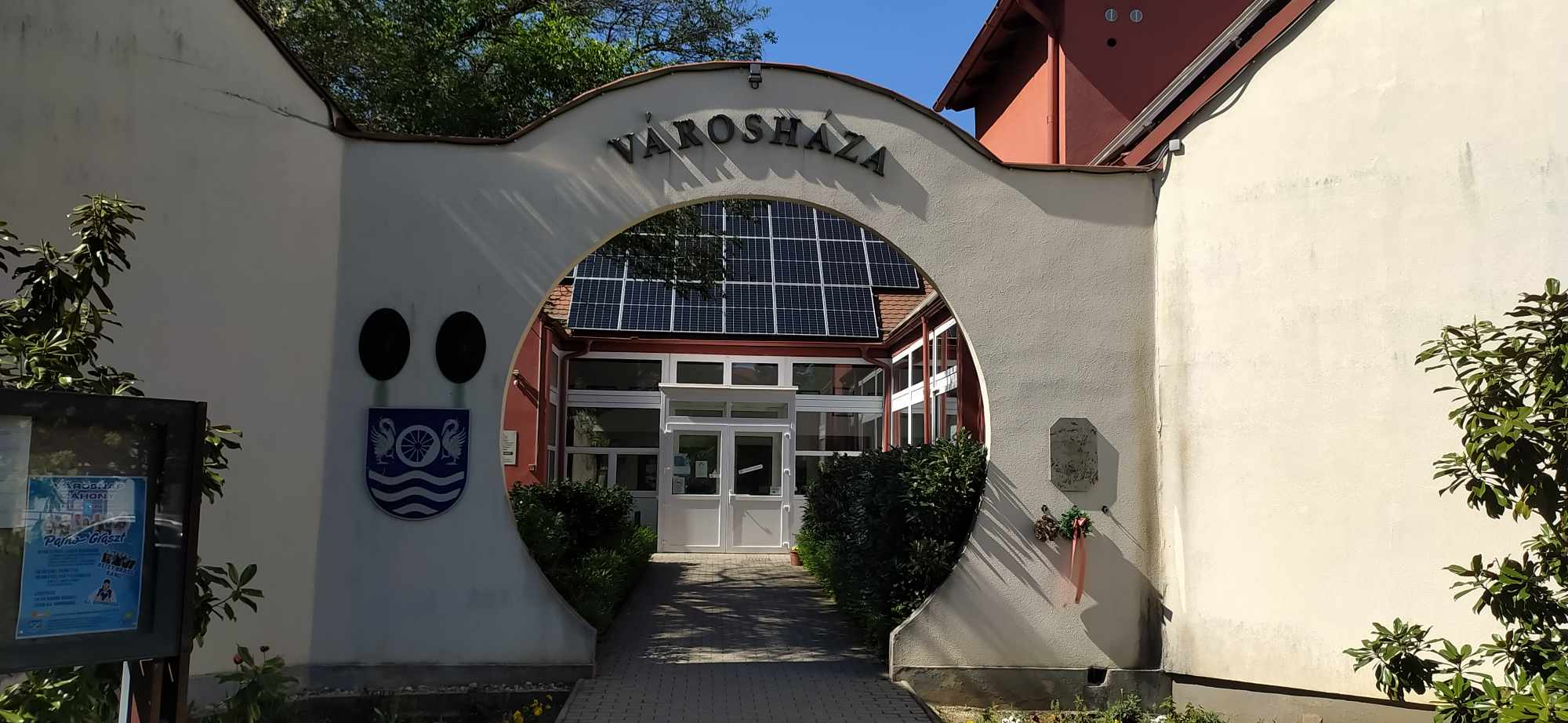
Városháza

## Testvérvárosai
- Csap, Ukrajna
- Tiszacsernyő, Szlovákia
- Pécska, Románia